# Bitcoin
Cette page contient des caractères spéciaux ou non latins. S’ils s’affichent mal (▯, ?, etc.), consultez la page d’aide Unicode.
Pour les articles homonymes, voir BTC et XBT (homonymie).
Le Bitcoin (₿, BTC, XBT ; de l'anglais bit : unité d'information binaire et coin « pièce de monnaie ») est une cryptomonnaie autrement appelée monnaie cryptographique. Dans le cas de la dénomination unitaire, on l'écrit « bitcoin » et, dans le cas du système de paiement pair-à-pair on l'écrit « Bitcoin ». L'idée est présentée pour la première fois en novembre 2008 par une personne, ou un groupe de personnes, sous le pseudonyme de Satoshi Nakamoto,. Le code source de l'implémentation de référence est quant à lui publié en 2009. L'objectif est de créer un système décentralisé et pair-à-pair afin de pouvoir échanger de la valeur monétaire en s'affranchissant de tout organisme tiers tel que les institutions financières. C'est aussi une cryptomonnaie déflationniste dont la rareté à été programmée à cause du halving et du nombre limité de bitcoin à 21 millions d'unités.
Le G20 refuse de considérer le Bitcoin comme une monnaie, il le définit comme « crypto-actif ». Ce terme désigne « des actifs virtuels stockés sur un support électronique permettant à une communauté d'utilisateurs les acceptant en paiement de réaliser des transactions sans avoir à recourir à la monnaie légale ».

## Présentation

### Concept
Le Bitcoin s'appuie sur un logiciel pour créer et gérer les bitcoins. Dans ce logiciel, les bitcoins sont créés conformément à un consensus appelé Preuve de travail (ou, selon l'acronyme anglais PoW, « Proof of Work »), qui rétribue les agents (appelés « mineurs ») qui ont traité des transactions. Ces agents mettent à contribution leur puissance de calcul informatique afin de vérifier, de sécuriser et d'inscrire les transactions dans un registre virtuel. Un ensemble de transactions est enregistré en un bloc. Les blocs sont chaînés les uns aux autres. On dit ainsi que ce registre est structuré et construit sous forme de « blockchain » en anglais — ou de « chaîne de blocs » en français. Le terme bloc vient de la manière d'incrémenter le registre bloc par bloc, l'entité de base de Bitcoin s'appelle un « bloc ». Le terme chaîne fait référence au chaînage qui relie les blocs en une chaîne, pour représenter un enchaînement de transactions proposées. L'ensemble est dénommé la chaîne de blocs,.
Pour chaque nouveau bloc accepté, l'activité de vérification-sécurisation-enregistrement, dite « minage », est rémunérée par des bitcoins nouvellement créés et par les frais des transactions traitées.

### Unité de compte
L'unité de compte de Bitcoin est le bitcoin. Son émission est limitée à 21 millions d'unités, chacune divisible jusqu'à la huitième décimale (appelée Satoshi ou sat),. L'enregistrement du symbole soutenu par la Bitcoin Foundation ₿ () a été déposé par Ken Shirriff pour faire partie du bloc des symboles monétaires et accepté en 2015 par l'organisation Unicode,. Les sigles correspondants, utilisés par les plates-formes d'échange, sont BTC et XBT. Parmi les symboles non officiels utilisés, il y a ฿ et Ƀ.

### Décentralisation
Le système fonctionne sans autorité centrale, ni administrateur unique. Il est géré de manière décentralisée grâce au consensus de l'ensemble des nœuds du réseau.
Le système est considéré comme décentralisé en l'absence d'organisation centrale de contrôle facile à identifier.
Il est en réalité constitué d'une multitude de serveurs (des mineurs), répartis dans le monde entier, qui font tous tourner un programme qui a pour but de vérifier les transactions effectuées par les utilisateurs, et sont rémunérés en bitcoin (actuellement 3,125 BTC)[réf. souhaitée].
L'avantage de la décentralisation est l'absence d'unité centrale d'organisation, ce qui à pour effet de permettre à tout le monde d'être pleinement propriétaire de ses bitcoins et évite de passer par des banques.

### Usage
À ses débuts, le bitcoin n'était utilisé que par une niche d'initiés. La première plateforme d'échanges s'est ouverte en mars 2010 ; le bitcoin s'y échangeait à 0,003 USD l'unité. Cette année-là, l'informaticien américain Laszlo Hanyecz achète de manière symbolique deux pizzas pour la somme de 10 000 BTC (soit 25 $). Cet événement est considéré comme la première transaction acquittée en bitcoins.
Depuis sa création en 2009 et jusqu'à la fermeture par les autorités américaines de Silk road en 2013, le bitcoin a été utilisé majoritairement comme moyen d'échange par des réseaux criminels pour des jeux d'argent, pour l'achat de substances illicites, ou pour des bases de données piratées.
Le bitcoin repose sur une blockchain publique où toutes les transactions sont consignées. Le registre n'est pas anonyme mais sous pseudonyme. Sa traçabilité reste toutefois relative puisqu'il aurait été possible de dérouter la monnaie digitale de son protocole initial par l'usage d'un mixeur de crypto-monnaie. Des autorités financières, et organes législatifs principalement américains telle la SEC ainsi que les médias ont dès lors porté une attention sur ces pratiques.
Un nombre croissant d'études à ce sujet semble montrer que ces activités illégales, bien qu'existantes, ne représentent qu'une part minoritaire dans le flux global des échanges de la cryptomonnaie,.
Le Sénat des États-Unis a reconnu par ailleurs que le Bitcoin avait la capacité de fournir des services financiers parfaitement légitimes.

#### Moyen de paiement
Son utilisation pour l'achat de biens et services demeure une pratique marginale mais amorce un démarrage dans la société occidentale, notamment avec l'essor des paiements par « crypto-carte », soutenu par des sociétés comme VISA ou Master Card, ainsi que par son intégration au système transactionnel de la firme Paypal.
Au cours de son histoire, le Bitcoin est vu comme permettant des frais de transaction inférieurs à ceux « pratiqués par les organismes de cartes de crédit et indépendants du montant de la transaction financière ». Cependant, en 2017, les frais ont considérablement augmenté en quelques mois, passant de 0,2 $ en 2016 à 20 $ certains jours de décembre 2017, si bien que la plateforme Steam ou Microsoft ont retiré le bitcoin en tant que moyen de paiement, justement à cause de frais de transaction trop élevés,,. Afin de résoudre ce problème de frais de transaction trop élevés, le déploiement progressif de diverses améliorations technologiques (Segwit, Lightning, transactions par lots, Schnorr) de 2018 à 2019 a permis de ramener ces frais aux alentours de 0,05 $ pour les transactions non-urgentes,. Contrairement aux cartes de crédit, les frais éventuels sont à la charge de l'acheteur, qui choisit d'en payer volontairement. Une transaction bitcoin ne peut être annulée. Néanmoins, on constate une augmentation de 500 % du nombre de marchands acceptant le bitcoin en 2014.
En décembre 2024, pour la première fois, une transaction immobilière est réalisée en bitcoin en France. À Gap, deux places de parking sont achetées avec cette monnaie virtuelle pour un montant de 0,33 BTC.

#### Valeur refuge
Dans un pays en risque d'hyperinflation faisant fondre l'épargne en monnaie locale, l'achat de bitcoin serait un moyen de s'en prémunir puisque le nombre total d'unités émise en est limité. Des experts financiers soutiennent sa propension à devenir une valeur refuge plutôt qu'un moyen de paiement,. À l'inverse, d'autres estiment qu'il est bien trop volatile pour s'affranchir des mouvements spéculatifs qui ont fait sa réputation, néanmoins Bitcoin n'existe que depuis 2009, un éventuel statut ne sera définissable qu'après une première période d'intense volatilité. Quant à la question de savoir si la valeur de marché qu'il représente pourra atteindre voire dépasser celle de l'or, le sujet reste débattu.
En 2024, certains États possèdent des réserves en bitcoin, parfois extrêmement modestes:
- Allemagne : après en avoir vendu 50 000 bitcoins en juillet 2024, l'Allemagne détient un reliquat de 0,007 bitcoin[47] ;
- Bhoutan : 12 574 bitcoins[48] ;
- États-Unis : 203 000 bitcoins[47] ;
- Salvador : 6 000 bitcoins[49],[50].

#### Actif spéculatif
Le jeu de l'offre et de la demande de bitcoin est animé par la spéculation (économique ou monétaire) dans un contexte de forte volatilité. Les plus-values réalisées par les uns proviennent de l'argent apporté par les autres. Cette spéculation est soutenue par un nombre croissant des fonds spécialisés. Plus récemment, des institutions financières ont montré leur considération à l'égard du bitcoin et des monnaies numériques (ou monnaies digitales en anglais).
Selon le gouverneur de la Banque du Japon, l'usage majoritaire en 2021 du Bitcoin est la spéculation, le bitcoin est « à peine utilisé comme moyen de paiement ». La Réserve fédérale américaine (Fed), la Banque centrale européenne (BCE) et la Banque d'Angleterre ont déjà mis en garde les investisseurs contre la spéculation sur le bitcoin qui n'aurait pas de valeur économique intrinsèque. La Chine, quant à elle, n'interdit pas directement le bitcoin, mais a émis plusieurs lois l'encadrant ou limitant son activité. Par exemple, les activités de minage sont interdites depuis 2021 et les institutions financières, sociétés de paiement et plateformes Internet ne sont plus autorisées à effectuer le commerce de cryptomonnaies. Toutefois, elle tient un discours ambivalent afin de préserver un climat favorable pour la mise en place de sa propre monnaie numérique, le yuan numérique.

### Taille du marché
Bien qu'il existe un grand nombre de cryptoactifs en circulation, en octobre 2024 le marché est dominé principalement par le Bitcoin (1 164 milliards d'euros) qui se trouve en première place, suivi par l'Ethereum (290 milliards d'euros)[réf. nécessaire]. Ces deux premiers cryptoactifs représentent près de deux tiers de la valeur totale du marché. Au 19 juillet 2022, selon CoinMarketCap, il existe 20 265 cryptoactifs, ou cryptomonnaies, pour une valeur de 992 milliards d'euros.

## Histoire

### Travaux préalables
Avant la création de Bitcoin, plusieurs projets ont tenté d’élaborer une monnaie numérique résistante à la censure et indépendante d’un tiers de confiance. Parmi eux, le bit gold, proposé dès 1998 par Nick Szabo,, est l’un des plus aboutis et des plus proches du modèle de Bitcoin. Il s’agissait d’un protocole reposant sur des preuves de travail horodatées, enregistrées dans un registre distribué de titres de propriété. Chaque unité de bit gold résultait d’un coût computationnel mesurable et infalsifiable, conférant à cette monnaie numérique une rareté similaire à celle de l’or. Si le système n’a jamais été entièrement implémenté, il a posé les bases conceptuelles que Satoshi Nakamoto reprendra dans Bitcoin. Bit gold est ainsi considéré comme un ancêtre direct du Bitcoin.

### Création
Satoshi Nakamoto publie dès 2008 le livre blanc de bitcoin et une liste de diffusion décrivant la monnaie numérique bitcoin.

#### Identité de Satoshi Nakamoto
Plusieurs personnes ont revendiqué être Satoshi Nakamoto, mais aucune d'entre elles n'a pu le prouver. Il n'existe aucune trace de son identité avant la création de Bitcoin.
En mars 2014, la journaliste Leah McGrath Goodman (en) du magazine Newsweek annonce avoir retrouvé la trace de l'inventeur de Bitcoin qui serait, selon elle, un Nippo-Américain de 64 ans dont le nom de naissance est Satoshi Nakamoto, bien qu'il ait changé son nom en Dorian Prentice Satoshi Nakamoto à l'âge de 23 ans,. Il s'agirait d'un physicien retraité vivant en Californie. Cette thèse a été méthodiquement démontée un mois plus tard par des linguistes de l'université Aston en Angleterre qui ont réalisé une étude approfondie des correspondances linguistiques entre les productions écrites de l'auteur du livre blanc de Bitcoin et de plusieurs personnalités suspectées, notamment Dorian Nakamoto.
La manière d'écrire de Satoshi sur les forums et dans le livre blanc laisse supposer qu'il s'agirait d'un Britannique.
En 2016, Craig Steven Wright, un entrepreneur australien, affirme être Satoshi Nakamoto. Cependant, de forts doutes subsistent,, l'intéressé ayant lui-même déclaré le 5 mai 2016, dans un énigmatique message sur son blog personnel, renoncer à diffuser les preuves confirmant qu'il est bien le créateur de Bitcoin. En mars 2024, la justice britannique affirme que Craig Wright n'est pas le créateur de Bitcoin.
Le créateur de Bitcoin pourrait être un groupe de plusieurs personnes.

### Acceptation
Le 16 novembre 2012, WordPress accepte les bitcoins pour ses services payants.
Le 28 novembre 2012, la rémunération des mineurs diminue pour la première fois, passant de 50 à 25 BTC. Le code source bitcoin prévoit en effet une division par deux de la rémunération, appelée « halving », tous les deux cent dix mille blocs minés, soit approximativement tous les quatre ans.
Le 6 décembre 2012, un partenariat entre la startup Paymium (site d'échange français) et la société Aqoba (établissement de paiement) permet à Paymium d'opérer comme prestataire de service de paiement, et donc de tenir des comptes en euros et d'émettre des cartes de paiement utilisables en euro et en bitcoins.
Le 14 février 2013, le site communautaire Reddit met en place un système permettant d'acheter des « Reddit Gold » avec des bitcoins.
Le 16 février 2013, le site de stockage en ligne Mega, successeur de Megaupload, accepte les paiements en bitcoin.
Le 14 octobre 2013, le géant Baidu (équivalent chinois de Google) accepte les transactions en bitcoins pour son service pare-feu Jiasule,.

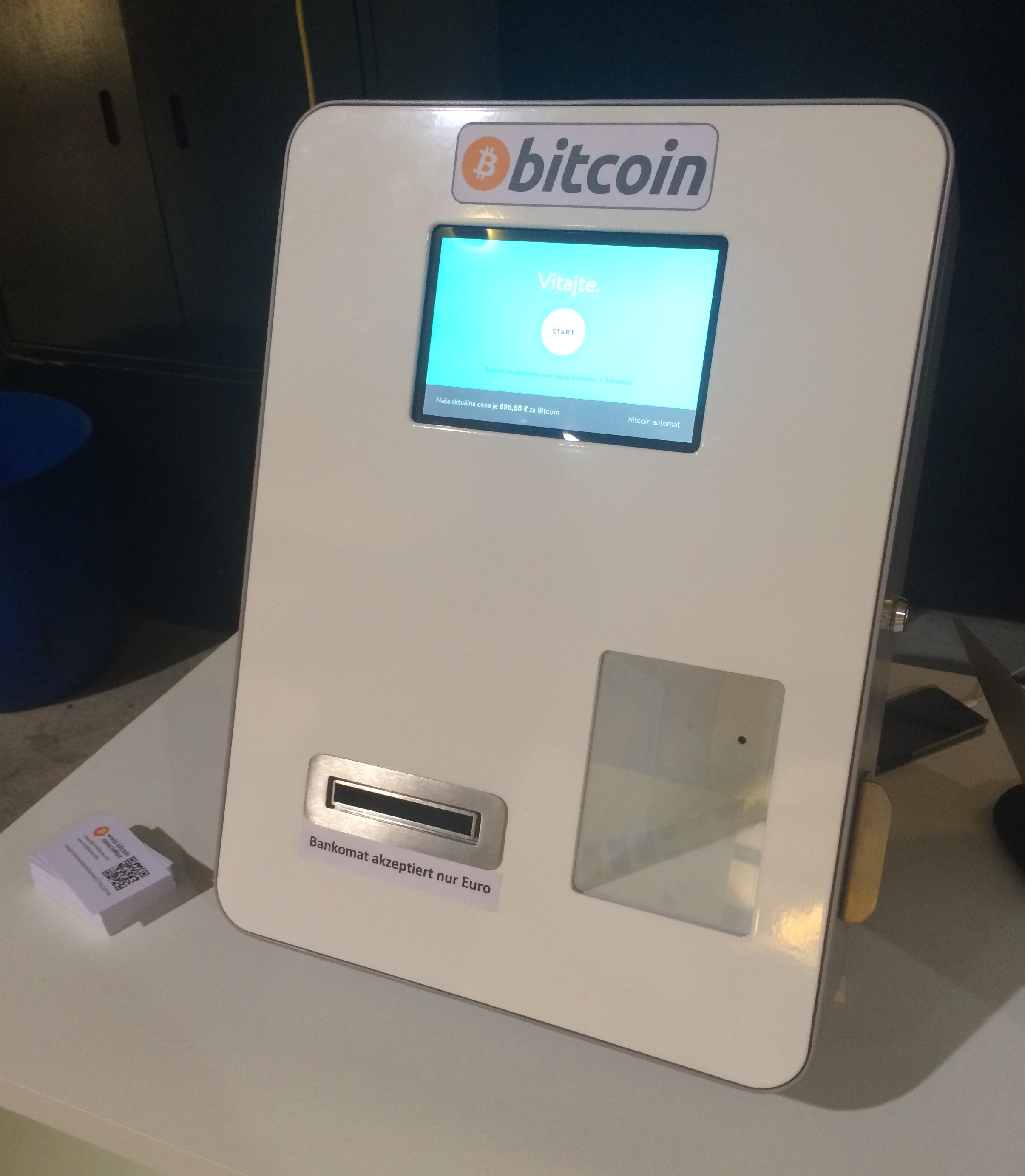
Distributeur automatique de bitcoins À Zurich en Suisse.

Le 29 octobre 2013, le premier distributeur-échangeur automatique de bitcoins est mis en service à Vancouver. En septembre 2016, plus de sept cent soixante-dix de ces distributeurs-échangeurs automatiques sont installés dans le monde, dont quatre en France.
Le 21 novembre 2013, l'université de Nicosie annonce qu'elle accepte le bitcoin et ouvre un master de sciences économiques spécialisé dans les monnaies numériques.
Le 22 novembre 2013, Richard Branson annonce que Virgin Galactic acceptera désormais les bitcoins comme moyen de paiement pour ses vols de tourisme spatial.
Le 29 novembre 2013, Jiangsu Telecom (troisième plus grand opérateur chinois), filiale de China Telecom, accepte désormais les bitcoins.
Le 25 mars 2014, le fisc américain déclare que le bitcoin ne doit pas être considéré comme une monnaie, mais comme un bien, dont les transactions sont soumises à la fiscalité sur les plus-values. Cela implique de tenir compte du taux de change auquel on a acquis un bitcoin et de celui auquel on l'utilise afin de calculer la plus-value réalisée, ce qui rend l'utilisation légale du bitcoin aux États-Unis particulièrement difficile.
Le 9 mai 2014, la commission électorale des États-Unis accepte que les campagnes électorales soient financées en bitcoins dans une limite de 100 USD par cycle électoral.
Le 23 septembre 2014, Paypal permet à certains marchands de biens numériques d'Amérique du Nord sélectionnés par les processeurs de paiement bitcoin partenaires, d'accepter les paiements en bitcoins, et s'ouvre ainsi très progressivement au bitcoin.
Le 16 octobre 2017, on comptait 1 686 distributeurs dans le monde.
En décembre 2017, le ministre français des Comptes publics, Gérald Darmanin, rappelle aux contribuables français l'exigence de la déclaration de revenus, quand il s'agit de plus-values réalisées lors d'opérations en bitcoins.
En novembre 2018, le gouvernement de l'Ohio a annoncé accepter les paiements de taxes en Bitcoins.
En janvier 2020, une étude d'investing.com révèle que 9 % des conseillers en placement indépendants placent déjà une partie des fonds de leur client en bitcoin pour les protéger des troubles monétaires.

### Incidents notables
Le 15 août 2010 est généré un bloc contenant une transaction créant 184 467 440 737 bitcoins pour trois adresses différentes. Cette faille est liée au fait que le code n'avait pas prévu le cas de création de quantités aussi grandes de bitcoins. Ce problème a été résolu automatiquement par la blockchain bitcoin et ces bitcoins n'existent plus[source insuffisante].
Le 12 mars 2013, survient un incident lié à une non-rétrocompatibilité de la version 0.8.0 : la chaîne se sépare en plusieurs versions et certaines restent bloquées pendant quelques heures.
Le 11 avril 2013, la valeur du bitcoin s'effondre et passe de 266 à 105 USD avant de se stabiliser à 160 USD (122 €) en moins de six heures. Le 13 avril, le cours atteint 66 euros. Le cours avait été multiplié par huit en moins de cinq semaines.
Le 2 octobre 2013, Ross Ulbricht est arrêté. Il est le fondateur présumé de Silk Road, qui est fermé par le FBI et qui utilisait uniquement le bitcoin pour toutes ses transactions.
Le 11 février 2014, le réseau Bitcoin est victime d'une attaque massive et concertée lancée sur plusieurs plates-formes d'échange.
Le 24 février 2014, la plate-forme d'échange Mt. Gox est victime d'une perte record de 744 408 BTC, soit l'équivalent de plus de 250 millions d'euros. Le site internet ferme temporairement. Un document de gestion de crise a été rédigé et est consultable publiquement. Selon certains médias spécialisés, l'avenir du bitcoin serait menacé. Le bitcoin a perdu plus de 38 % de sa valeur sur le premier trimestre 2014.
Le 11 septembre 2015, Mark Karpelès, patron de la plate-forme Mt. Gox, est mis en examen au Japon pour détournement de fonds. Il est soupçonné d'avoir détourné 2,3 millions d'euros de dépôts en bitcoin. Le suspect nie en bloc ces accusations.
En mai 2016, le site d'échange Gatecoin, est piraté et se fait voler 250 bitcoins et 185 000 éther. Le pirate a réussi à contourner les limites de stockage en ligne des actifs de la plate-forme d'échange : alors que seuls 5 % des dépôts ne sont pas stockés à froid, le pirate est parvenu à vider ces dépôts tout en continuant d'alimenter l'adresse par transfert d'actifs des stockages à froid de la plate-forme d'échange.
Le 3 août 2016, le site d'échange Bitfinex rapporte un vol de 119 756 bitcoins sur sa plate-forme d'échange, soit 65 millions de dollars au cours de la crypto-monnaie en juillet 2016. La majeure partie du butin sera recouvrée en février 2022.
Le 7 mai 2019, des pirates volent plus de 7 000 Bitcoins à l'échange Binance, pour une valeur de plus de 40 millions de dollars américains. Le PDG de Binance, Changpeng Zhao, déclare : « Les pirates ont utilisé une variété de techniques, y compris l'hameçonnage, les virus et autres attaques… Les pirates ont eu la patience d'attendre et d'exécuter des actions bien orchestrées via plusieurs comptes apparemment indépendants au moment le plus opportun ».
Tous les incidents liés à des plateformes d'échange n'affectent que les personnes ne détenant pas, elles-mêmes, les clés privées de leur portefeuille bitcoin. Not your keys not your bitcoins
À la suite d'un tweet d'Elon Musk du 12 mai 2021, indiquant que son entreprise de véhicules électrique Tesla n'accepterait plus le paiement en bitcoin par souci de préserver l'environnement et l'annonce de Pékin du 19 mai 2021 interdisant l'utilisation de cryptomonnaies par les institutions financières, le bitcoin a perdu 30 % de sa valeur en moins d'une semaine, entraînant la chute des autres cryptomonnaies de plus de 40 % pour l'Ethereum et de 45 % pour le Dogecoin.

### Évolution du cours par rapport au dollar et à l'euro

Taux de change du bitcoin en dollar américain depuis sa création, jusqu'à 2024.

À sa création en février 2009, la cryptomonnaie n'est d'abord échangée qu'à titre d'expérimentation par quelques rares utilisateurs et sa valeur est nulle. Le 12 octobre 2009 a lieu la première vente de bitcoin connue, où deux utilisateurs s'échangent 5 050 bitcoins pour 5,02 USD par virement Paypal, ce qui correspond à un prix d'environ 0,001 USD par bitcoin.
En mars 2010, Bitcoinmarket.com est la première plateforme d'échange de bitcoins à ouvrir, permettant dès lors une cotation continue du cours du bitcoin.
Le 9 février 2011, le bitcoin atteint la parité avec le dollar. Le 29 novembre 2013, la valeur d'un bitcoin dépasse celle de l'once d'or, à près de 1 250 USD.
Le bitcoin, principalement échangé contre des yuans et des dollars, peut également être échangé contre des euros sur une dizaine de plates-formes.
Le cours connaît une augmentation de 400 % entre les mois de janvier et de mars 2013, avant de se corriger sévèrement le 10 avril, à la suite d'une défaillance du site d'échange Mt. Gox et de probables ventes paniques. Le cours retombe au niveau du mois précédent, aux alentours de 50 USD. Entre le 4 et le 5 décembre 2013, à la suite d'une mise en garde de la Banque populaire de Chine et de la Banque de France, le cours perd près de 35 % en 24 heures.
Le 19 février 2014, le cours s'effondre à la suite de l'annonce de la disparition de 850 000 bitcoins sur Mt. Gox. Sur cette plate-forme d'échange, le bitcoin passe de 185 €, le 18 février, à 73 € 24 heures plus tard, alors qu'il reste voisin de 400 € sur les autres plates-formes. Mt.Gox se déclare en faillite le 28 février 2014. Le 1er mai 2014, un groupe d'investisseurs du nom de Sunlot Holdings se propose de racheter le site pour un bitcoin symbolique.
En 2016, après l'annonce du Brexit, le 24 juin, la valeur du bitcoin monte en flèche, gagnant plus de 9 %, alors que toutes les places financières plongent pour moins d'une semaine.
Après une ascension spéculative vertigineuse en 2017, le bitcoin s'est écroulé en 2018, perdant 80 % de sa valeur, passant de près de 20 000 dollars à 3 700 dollars en décembre 2018.
Le bitcoin culmine le 14 avril 2021 à 64 895,22 dollars, il a perdu autour de 48 % au 23 mai 2021 depuis son record. En aout 2021, le bitcoin passe au-dessus des 50 000 dollars après être passé sous la barre des 29 000 dollars en juin 2021.
Le 24 janvier 2022, à la suite de la baisse des valeurs technologiques américaines, le bitcoin est tombé à près de 33 000 dollars soit une chute de plus de 50 % par rapport à son pic historique atteint en novembre 2021, à 68 992 dollars.
Le fondateur de Binance Changpeng Zhao a déclaré au Guardian en juin 2022, que le bitcoin pourrait rester en deçà du pic des 69 000 dollars pendant les deux prochaines années.
En juin 2022, le bitcoin touche les 17 000 dollars,,, à la suite d'un crash provoqué par un recul des marchés mondiaux, une augmentation des taux d'intérêts directeurs par les banques centrales des pays développés (sauf le Japon),, et enfin la crainte d'une récession.
Le 24 novembre 2023, le Bitcoin a connu une hausse significative, atteignant un pic de 18 mois à 38 200 dollars. Cette augmentation est survenue à la suite d'une rencontre entre BlackRock, la plus grande société de gestion d'actifs au monde, et la Securities and Exchange Commission (SEC) des États-Unis, pour discuter de la création d'un Exchange-Traded Fund (ETF) Bitcoin au comptant.
Le 14 mars 2024, Bitcoin réalise son record historique face au dollar à 73 777 dollars.
Le 14 juillet 2025, Bitcoin réalise un nouveau record historique face au dollar à un peu plus de 123 000 dollars.

### Règle prudentielle pour les banques
Le bitcoin (et les autres crypto-monnaies) ne sont liés à aucun actif sous-jacent. En 2021, selon les règles du comité de Bâle, les banques doivent détenir des fonds propres d'une valeur au moins égale à leurs expositions au bitcoin ou à d'autres cryptoactifs non liées à un actif traditionnel (dollar ou autres). Une nouvelle consultation publique sur les exigences de fonds propres est probable avant la publication des règles définitives.`

### Anomalies de volatilité, manipulation des prix du Bitcoin
Selon une étude publiée le 4 septembre 2020 et fondée sur la loi de Benford, la forte volatilité des prix du bitcoin n'est pas uniquement due aux errements des stratégies d'achat/vente des spéculateurs habituels. Une ré-analyse des prix de clôture quotidiens du Bitcoin sur dix ans (2010-2020) a conclu que le prix du bitcoin a été artificiellement et frauduleusement manipulé, très probablement en 2013, 2018 et 2019. Selon ce travail, de telles manipulations, a priori, ne peuvent être mises en œuvre que par des acteurs puissants (fonds spéculatifs et/ou gouvernements).
À la suite d'une manipulation informationnelle ayant entraîné une hausse du cours du bitcoin, Eric Council, un américain de 25 ans, a été interpellé en Alabama, par le Federal Bureau of Investigation (FBI) le 14 octobre 2024. Selon un communiqué du Département de la Justice des États-Unis (DoJ), il a piraté le compte Twitter de la Securities and Exchange Commission (SEC, autorité de régulation des marchés financiers américains). Il y aurait, en janvier 2024, en se faisant passer pour le président de l'organisme, Gary Gensler, introduit un message annonçant l'approbation de la commercialisation, alors très attendue par les spéculateurs, d'un nouveau produit d'investissement en bitcoins (un ETF) ; un message mensonger, largement répercuté par la presse et certains investisseurs, bien que démenti quelques minutes après son émission ; Gary Gensler avait averti, sur X, que le compte de la SEC avait été « compromis » et utilisé par un tiers non autorisé. Ce message a artificiellement dopé la capitalisation boursière de la cryptomonnaie. Le pirate risque jusqu'à cinq ans de prison.

## Conception

### Spécificité de Bitcoin
Le bitcoin, la crypto-monnaie, est distinct de Bitcoin, le système de paiement dans cette devise. Sous ces deux aspects, Bitcoin se distingue des systèmes préexistants sur les points suivants :
- contrairement aux autres devises monétaires, Bitcoin n'est pas l'incarnation de l'autorité d'un État, d'une banque ou d'une entreprise. La valeur du bitcoin est déterminée de façon entièrement flottante par l'usage économique qui en est fait et par le marché des changes. Les règles organisant l'émission monétaire sont quant à elles déterminées uniquement par le code informatique libre du logiciel Bitcoin ;
- en tant que système de paiement, Bitcoin se distingue par le fait que son fonctionnement ne requiert pas l'utilisation d'une infrastructure centralisée tenant les comptes des montants détenus afin d'assurer les transactions. Le rôle de garantie et de vérification existe, mais est attribué toutes les dix minutes environ à un ordinateur du réseau choisi de façon aléatoire en fonction de sa puissance ;
- Bitcoin repose sur un protocole informatique ayant notamment pour objet, d'une part, de résoudre le problème dit du double paiement, qui avait jusqu'alors empêché l'émergence d'un tel type de monnaie, et, d'autre part, d'interdire la falsification des identifiants des parties prenantes et la valeur du stock de bitcoins figurant dans les porte-monnaie électroniques identifiés grâce à une adresse donnée. Ce protocole utilise la cryptographie.

### Principe monétaire

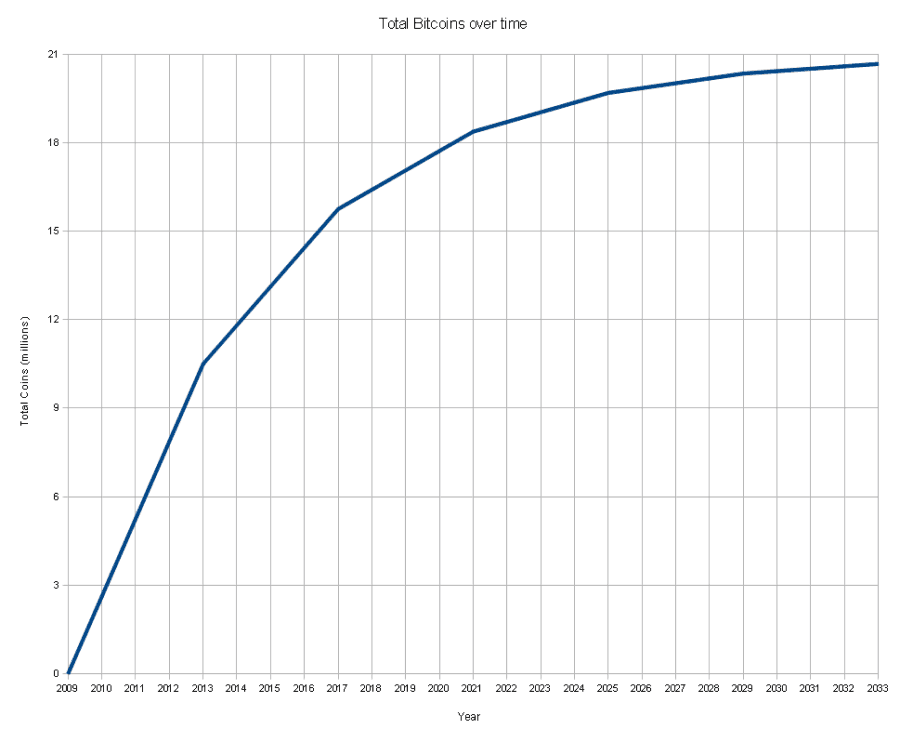
Émission monétaire des bitcoins au cours du temps.

D'un point de vue monétaire, le bitcoin se distingue des autres monnaies par le fait majeur que l'agrégat monétaire n'est pas conçu pour s'adapter à la production de richesse.
Le montant total et le taux d'émission des unités sont inscrits explicitement dans le code informatique du logiciel, selon une règle mathématique de type série géométrique.
Les bitcoins sont émis lentement et régulièrement, de façon dégressive, jusqu'à atteindre un montant maximal de 21 millions vers l'an 2140.
Toutes les monnaies fiduciaires connaissent une inflation, de faible à forte selon les politiques menées par leur banque centrale. À l'inverse, la monnaie bitcoin est susceptible de finir par connaître la déflation, car la quantité maximale de bitcoins susceptibles d'être créés est fixée à l'avance dans le logiciel à 21 millions. En outre, les bitcoins perdus par les utilisateurs ne seront jamais remplacés. C'est pourquoi le projet Bitcoin est envisagé par la communauté de ses créateurs comme une expérience originale en termes économiques, constituant une sorte de mise à l'épreuve des thèses monétaires de l'école autrichienne d'économie. En effet, Friedrich Hayek, prix Nobel d'économie avait appelé en 1976 à rétablir le libre arbitre monétaire dans son livre Pour une vraie concurrence des monnaies. Le succès ou l'échec de Bitcoin est difficile à prévoir.

### Évolutivité du protocole

#### Les mises à jour du protocole
Le protocole Bitcoin, en raison de sa nature décentralisée, nécessite des processus particuliers pour la mise en place des mises à jour. Celles-ci sont souvent mises en œuvre via des soft forks, car ils sont rétrocompatibles. Un soft fork modifie les règles du consensus sans rendre obsolètes les nœuds qui n’adoptent pas la mise à jour, contrairement à un hard fork. Il est important de noter qu'un soft fork n'exclut pas le risque d'embranchement, en effet si la majorité des mineurs ne fait pas la mise à jour, alors la majorité des blocs produits le seront avec l'ancien consensus, cela implique que les nœuds ayant effectué la mise à jour ne pourront pas accepter ces blocs.
Plusieurs méthodes d'activation des mises à jour ont été élaborées sur Bitcoin :
- Miner Activated Soft Fork (MASF) : Cette méthode repose sur le consensus de la majorité des mineurs pour activer une mise à jour. Les mineurs signalent leur soutien à une nouvelle règle via des bits spécifiques dans les blocs minés. Une fois qu’un seuil déterminé (généralement 95 %) de blocs signalés est atteint, la mise à jour est activée.
- User Activated Soft Fork (UASF) : Contrairement au MASF, le UASF est initié par les utilisateurs du réseau (les nœuds). Plutôt que de compter sur le soutien majoritaire des mineurs, cette méthode impose une date limite à partir de laquelle seuls les blocs conformes aux nouvelles règles seront acceptés par les nœuds activant le UASF, forçant indirectement les mineurs à se conformer[136].
- Speedy Trial : Le Speedy Trial est une méthode hybride, introduite pour accélérer le processus d’activation des soft forks tout en minimisant le risque de divisions du réseau. Elle fixe une courte période pendant laquelle les mineurs peuvent signaler leur soutien (généralement trois mois). Si un certain pourcentage de blocs signale le support pendant cette période (90 %), la mise à jour est verrouillée et activée. Cette méthode n'a pour l'instant été utilisée que pour la mise à jour Taproot, qui a eu lieu en 2021[137].

#### Une limite de1Mopar bloc pour empêcher des attaques malveillantes
Le 14 juillet 2010, peu après le lancement du système Bitcoin, Satoshi Nakamoto a créé une limite de 1 Mo pour chaque bloc nouvellement créé toutes les dix minutes sur la chaîne de blocs bitcoin.
À cette époque, les transactions étaient gratuites car peu nombreuses, et les développeurs avaient une préoccupation légitime que des attaquants puissent « spammer » le réseau de transactions, créant arbitrairement d'énormes blocs et gonflant de façon permanente la taille de la chaîne de blocs. Cette limite était destinée à empêcher ce genre d'attaque jusqu'à ce qu'une meilleure solution puisse être mise en place. Satoshi Nakamoto avait proposé une solution qui passerait par une augmentation de la taille des blocs à certaines hauteurs de blocs, augmentant efficacement la limite à un taux prédéterminé et semblable à la façon dont les nouveaux bitcoins sont émis.
L'évolutivité du système Bitcoin a depuis été une source constante de débats dans la communauté depuis l'introduction de cette limite de taille de bloc. Cette limite de 1 Mo, initialement pensée pour limiter le nombre de transactions par seconde à sept, ne posait aucun problème à une époque où, le nombre réel de transactions ne dépassait guère 2,3 transactions par seconde (2010). Ainsi, sept transactions par seconde représentaient trois fois plus de volume que le jour le plus actif de bitcoin à cette époque, laissant aux développeurs des années pour trouver une meilleure solution. Par ailleurs, le protocole prévoyait d'introduire des frais de transactions dans le temps ce qui rendrait ce genre d'attaques plus coûteux et inefficace.

#### Saturation de la capacité d'intégration des transactions
À partir de 2014, le succès du système Bitcoin conduit à une hausse continue du nombre de transactions qui finit par atteindre la limite de 1 Mo en 2016. Un développeur, Gavin Andresen, proposa tout d'abord des blocs de 20 Mo, mais cette augmentation fut jugée trop agressive par la communauté. Une autre proposition, BIP101, proposait d'augmenter la taille des blocs de 40 % par an à partir de 8 Mo qui a conduit à la création d'une nouvelle crypto-monnaie, différente de bitcoin, appelée Bitcoin XT. D'autres propositions ont été faites comme BIP100 avec un bloc de 2 Mo qui conduit à la crypto-monnaie Bitcoin Classic et des approches plus agressives de « consensus émergent » qui permettent aux utilisateurs de « voter » la meilleure taille de bloc à un instant donné à travers Bitcoin Unlimited. D'autres membres de la communauté ont préféré ne pas favoriser d'augmentation de la taille de bloc, mais changer le protocole lui-même pour que soit intégrées davantage de transactions dans un bloc en réduisant leur taille ou d'augmenter la fréquence de création des nouveaux blocs.
Lorsque le nombre de transactions a fini par atteindre la limite de taille de bloc, le bassin des transactions en attente de validation s'est saturé. Le seul moyen pour intégrer une transaction donnée dans la chaîne de bloc plus rapidement pour un utilisateur était d'augmenter les frais de transactions qui atteignirent près de 5 USD fin 2016. Cela a rendu Bitcoin non compétitif par rapport à des services existants comme Western Union ou Paypal sur la base stricte de rapidité et de coût.

#### Compromis de l'accord de New York
L'enlisement du débat sur l'évolutivité fragilise le système Bitcoin Core et conduit au succès grandissant du vote en faveur du mouvement Bitcoin Unlimited, notamment chez les mineurs, en grande partie à cause d'une frustration face au manque de solutions de mise à l'échelle réelle. L'approche de l'équipe de développement, appelée segwit (segregated witness), consistant à ne pas augmenter la limite de taille des blocs, mais à partitionner différemment les signatures numériques des transactions en « bloc d'extension », n'arrive pas à recueillir suffisamment de consensus.
Un compromis est trouvé lors d'un consensus d'industrie en 2017 appelé Segwit2x,,, qui combine la proposition segregated witness avec une augmentation de taille de bloc à 2 Mo. Cette proposition est implémentée le 1er août 2017 pour segregated witness et l'augmentation de la taille de bloc entre en application en novembre 2017 au bloc 494 784. Elle constitue une mise à jour majeure du système Bitcoin Core.
Néanmoins, le débat d'évolutivité est toujours vif et un groupe dissident a augmenté unilatéralement la taille de bloc à 8 Mo tout en rejetant la proposition Segwit le 1er août 2017. Cette décision a conduit à l'émergence d'une nouvelle crypto-monnaie appelé Bitcoin Cash. La probabilité qu'un autre groupe décide d'implémenter segregated witness sans augmenter la taille de bloc en novembre 2017 peut conduire à l'émergence d'une autre crypto-monnaie, parallèle à Bitcoin Cash et Bitcoin Core et dont les blocs seraient rejetés après la mise à jour du protocole Bitcoin Core.
Bitcoin XT (créé en août 2015), Bitcoin Unlimited (créé en janvier 2016), Bitcoin Classic (créé en février 2016 avant d'être abandonné en novembre 2017), Bitcoin Cash (créé en août 2017) et Bitcoin Gold (créé en octobre 2017) sont des crypto-monnaies alternatives à Bitcoin (encore appelé Bitcoin Core).
Depuis la mise à jour SegWit, la taille maximale théorique d'un bloc est de 4 Mo.

## Fonctionnement

### Principe
Le bitcoin n'a pas d'existence indépendante du système de paiement Bitcoin qui permet de faire des transactions d'un compte vers un autre, grâce à des logiciels appelés wallets (porte-monnaies), l'autorité étant assurée par des logiciels de vérification appelés mineurs. Les données de toutes les transactions constituent un registre public de droit privé appelé chaîne de blocs en raison de sa structure et un agent utilise des bitcoins en enregistrant dans la chaîne de blocs du système Bitcoin ses transactions, ledit enregistrement faisant référence aux transactions antérieures.
Le système Bitcoin s'appuie sur l'informatique, autrement dit, le système Bitcoin réside sur le réseau Internet. Le téléchargement et l'installation du logiciel approprié permet de devenir utilisateur de Bitcoin en interagissant avec un matériel de son choix, notamment un smartphone ou un ordinateur. Pour payer ou être payé en bitcoin, l'utilisateur doit se connecter au système, cette connexion offrant deux fonctionnalités : la création d'un nombre quelconque de comptes d'une part, et la facilité de procéder à des transactions constituées du transfert de bitcoins depuis un compte propre vers le compte d'un tiers.
La fonction essentielle du système Bitcoin réside dans les transactions qui sont soumises à une vérification de validité par les ordinateurs compétents et sont inscrites irrévocablement dans un registre public. Ce registre public ou chaîne de blocs peut être consulté partout, à condition d'avoir une connexion à Bitcoin, et par tout un chacun. Lors de la consultation aucune altération n'est possible. Une transaction en bitcoins est réalisée en deux temps :
1. Dans un premier temps, des nœuds dédiés du réseau (les « mineurs ») créent un nouveau bloc en regroupant des transactions récemment effectuées et en leur adjoignant un en-tête contenant notamment la date et l'heure, une somme de contrôle (« hash ») qui servira également d'identificateur unique du bloc, et l'identificateur du bloc précédent ;
2. Dans un second temps, après avoir vérifié la validité de toutes les transactions que contient ce nouveau bloc et leur cohérence avec les transactions déjà enregistrées, chaque mineur l'ajoute à sa version locale du registre (ou chaîne de blocs).

Le registre public est recopié en plusieurs exemplaires. L'historique complet de toutes les transactions peut alors être lu en consultant tous les nœuds du réseau qui gèrent (c'est-à-dire qui ont accès à) un exemplaire de la chaîne de blocs. La recopie peut faire apparaître des différences éventuelles entre fichiers, en cas de désaccord. Dans ce cas, les différences éventuelles entre ces exemplaires doivent être résolues par le logiciel d'accès.
Voici quelques caractéristiques de Bitcoin :
- ses fonctionnalités sont mises en œuvre par des logiciels mis à disposition sous la forme de logiciel libre ;
- l'utilisateur choisit son rôle dans le système ainsi que les logiciels qu'il utilise ;
- par conception, l'autorité de confiance du système n'est pas centrale, mais répartie entre les ordinateurs compétents pour la construction et l'entretien de la chaîne de blocs.

### Transactions

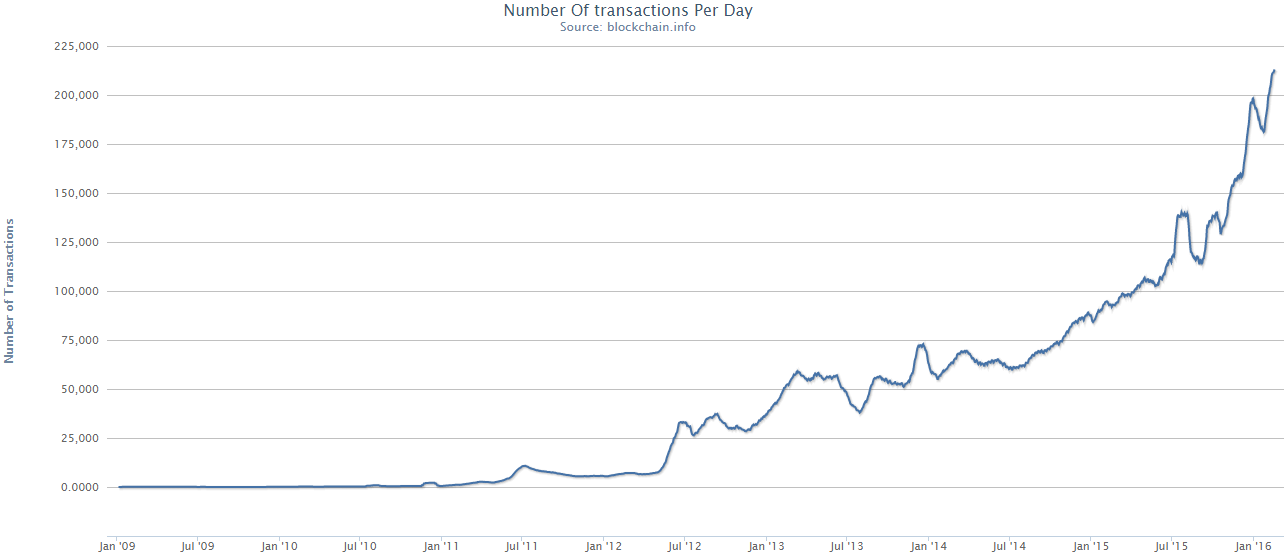
Nombre de transactions par jour effectuées en bitcoin depuis sa création.

Les transactions consistent à débiter certains comptes pour en créditer d'autres.
Elles sont composées d'entrées (inputs) et de sorties (outputs). Chaque sortie comporte un montant et la clé publique de l'adresse créditée, ou plus généralement un programme (un script) permettant d'autoriser ou non le transfert du montant de cette sortie vers une autre transaction. Chaque entrée désigne une sortie d'une transaction antérieure et comporte un programme (script) qui fournit les données attendues par le script figurant dans cette sortie. La somme des valeurs des sorties doit être inférieure ou égale à la somme des valeurs des entrées, la différence constituant la rémunération du mineur.
Lors de la validation d'une transaction, les scripts de chaque entrée sont exécutés ; d'abord le script de l'entrée elle-même, puis le script de la sortie antérieure à laquelle l'entrée fait référence. La transaction n'est validée que si le résultat est « vrai » pour toutes les entrées.
Ces scripts sont écrits dans un langage interne conçu par Nakamoto. Ce langage est volontairement minimaliste et non Turing-complet afin notamment d'éviter que le système ne puisse s'engager dans des boucles infinies. L'utilisation des scripts doit permettre au logiciel de s'adapter aisément à des évolutions ultérieures et permettre la prise en charge de fonctionnalités avancées telles que les transactions impliquant plusieurs signatures ou les contrats intelligents.
Les transactions effectuées par un nœud sont diffusées à ses voisins. Ceux-ci valident les transactions qu'ils reçoivent et les regroupent progressivement dans un pool local avant de les transmettre à leurs propres voisins. Les transactions valides sont ainsi diffusées de proche en proche à tous les nœuds du réseau, après une nouvelle vérification lors de chaque étape.
Avant d'inscrire définitivement une transaction dans la chaîne de blocs, le réseau effectue à plusieurs reprises un ensemble de vérifications, comprenant notamment le fait que les sorties référencées par les entrées existent bien et n'ont pas encore été utilisées, que l'auteur de la transaction est bien titulaire de l'adresse créditée dans ces sorties, et que la somme des montants figurant dans les sorties de la transaction est bien inférieure ou égale à la somme des montants des sorties référencées par les entrées.
L'inscription d'une transaction dans la chaîne de blocs a pour effet d'interdire toute future référence aux sorties désignées par les entrées de cette transaction, et donc d'empêcher une double dépense du montant de ces sorties, ce qui reviendrait à créer ex nihilo des bitcoins de manière non autorisée. La seule création autorisée de bitcoin ex nihilo est faite par une transaction spéciale appelée Coinbase insérée au début de chaque bloc de la chaîne pour rémunérer le mineur qui a inséré le bloc.
Une transaction est prise en compte instantanément par le réseau et confirmée une première fois au bout de 10 minutes environ. Chaque nouvelle confirmation renforce la validité de la transaction dans le registre des transactions. Il est cependant possible que la transaction reste bloquée en attente si les frais de transaction sont insuffisants, ou si le réseau est congestionné. Deux principaux mécanismes existent dans ce cas : « Replace-by-fee » (RBF) et « Child pays for parent » (CPFP). Dans le premier cas, l'émetteur de la transaction bloquée remplace la transaction par une nouvelle ayant plus de frais de transactions. Dans le second cas, c’est le receveur qui peut accélérer la confirmation en dépensant la sortie non confirmée de la transaction initiale, en créant une nouvelle transaction (appelée transaction enfant). Cette nouvelle transaction inclut des frais plus élevés, et les mineurs sont incités à traiter l’ensemble des deux transactions (parent et enfant) pour collecter les frais combinés,.

### Adresses
Chaque utilisateur peut disposer d'un nombre quelconque d'adresses qu'il crée par l'intermédiaire de son wallet. À chaque adresse bitcoin est associée une paire clé publique - clé privée.
Une adresse est égale à l'empreinte cryptographique sur 160 bits (soit 20 octets) de sa clef publique. Il existe ainsi un maximum de 2160 adresses bitcoin possibles, soit environ 1048 (à titre de comparaison il y a environ 1047 molécules d'eau sur Terre, cela représente également 2 × 1027 adresses disponibles par mm2 de surface sur la terre). Une adresse Bitcoin possède également un préfixe identifiant le numéro de version (0 par défaut) et une somme de contrôle de quatre octets. En tout, une adresse bitcoin occupe donc 25 octets.
Une adresse est représentée au format ASCII grâce à un codage dédié sur 58 caractères alphanumériques : les chiffres et les lettres majuscules et minuscules de l'alphabet latin de base, à l'exception du chiffre 0 et des lettres O majuscule (le o minuscule est admis), I majuscule (le i minuscule est admis) et l minuscule (le L majuscule est admis), que Nakamoto a exclus en raison de leur ressemblance dans certaines fontes de caractères.
Voici, à titre d'exemple, la toute première adresse bitcoin ayant reçu des bitcoins : 1A1zP1eP5QGefi2DMPTfTL5SLmv7DivfNa.
D'autres formats d'adresses existent, la mise à jour SegWit a introduit le format bech32, une adresse au format bech32 est reconnaissable par le fait qu'elle commence systématiquement par bc1 et fait 42 caractères. Le codage est sur 32 caractères, et il n'y a pas de majuscules, ce qui la rend plus lisible. Ce format est désormais largement adopté et permet une réduction des frais de transactions car elle utilise moins d'espace dans les blocs.
Pour utiliser la somme contenue dans une sortie d'une transaction existante créditant une adresse Bitcoin, l'utilisateur doit faire usage dans l'entrée d'une transaction de la clé privée correspondant à l'adresse en signant la transaction. Le réseau vérifie la validité de cette signature à l'aide de la clé publique associée à l'adresse créditée, en ayant recours aux techniques de la cryptographie asymétrique. L'opération est répétée pour chaque entrée de la transaction.

### Portefeuille
Le portefeuille, plus communément appelé wallet conserve une représentation des données et des écritures inscrites sur la blockchain par son propriétaire. On y trouve la liste des transactions effectuées, ainsi qu'une ou des clés publiques servant de référence aux mouvements transactionnels. En outre, une clé privée unique y est stockée. C'est cette dernière qui donne accès aux fonds et qui interagit avec la blockchain.
L'analogie avec un portefeuille accessible en ligne serait d'y voir ici la clé publique comme identifiant et la clé privée comme code secret.
Le wallet assure notamment les fonctions de création de comptes, de consultation, de construction et d'envoi de transactions.
Il existe un choix de logiciels de wallet pour toutes les variétés d'appareils y compris les smartphones. Ils diffèrent par l'étendue de leurs fonctions annexes et par leur ergonomie. En outre, des solutions de wallet physique existent.
Les informations contenues dans le wallet doivent être strictement protégées contre toute intrusion. Ainsi, seul le détenteur de la clé privée doit être en mesure d'y accéder. Si la clé privée est perdue, l'utilisateur ne peut plus manipuler les bitcoins s'y référant. En 2013, un utilisateur a perdu 7 500 bitcoins, représentant à l'époque une valeur de 7,5 millions $, en jetant accidentellement le disque dur qui contenait sa clé privée,.
La découverte de la clé privée d'un compte par un autre utilisateur permet à celui-ci d'usurper l'identité du titulaire légitime du compte et de dépenser les bitcoins qui viendraient à s'y trouver, ce qui équivaut à un vol de bitcoins.

### Minage

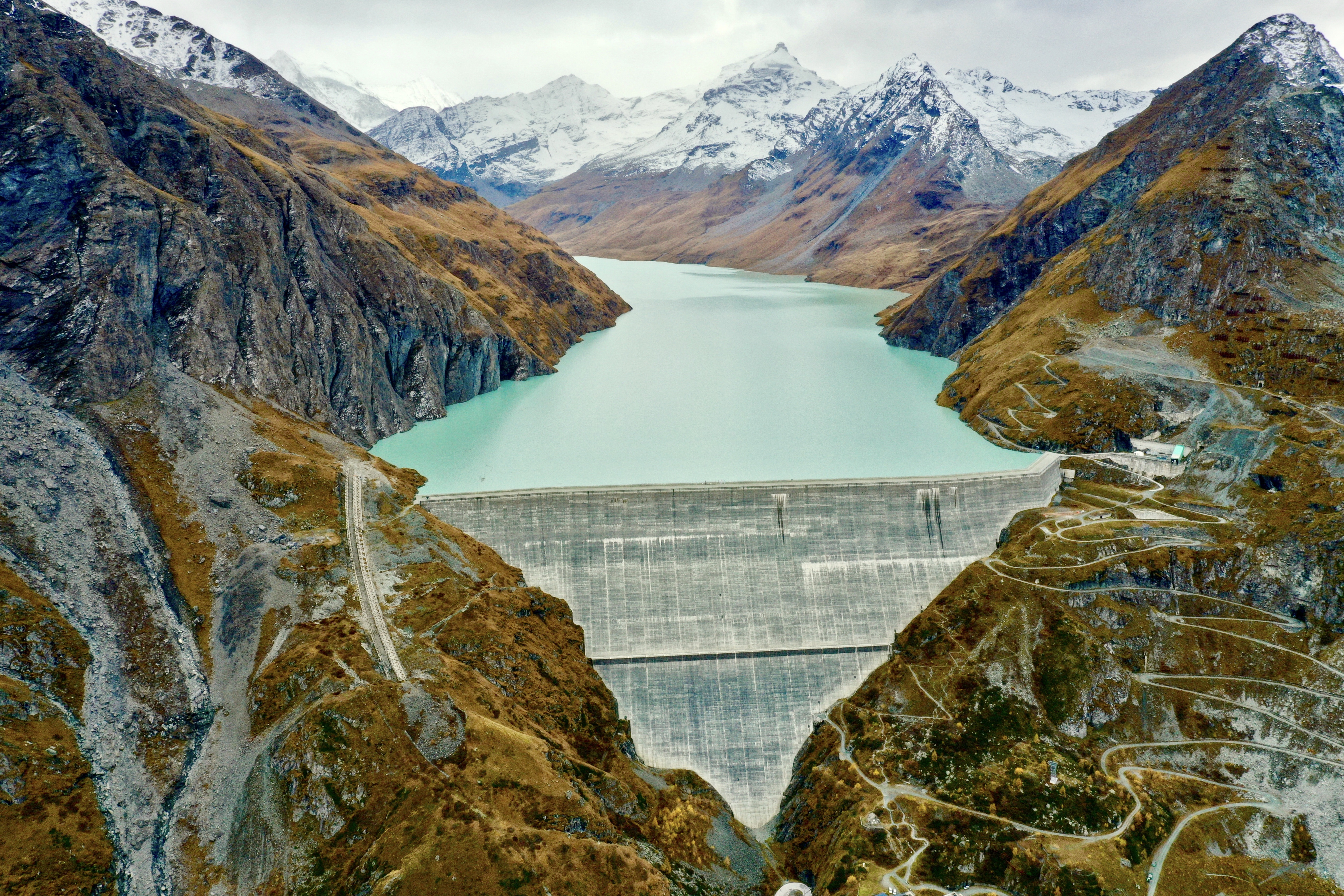
Le minage de bitcoins consomme chaque année l’équivalent de 25 ans de production du barrage de la Grande-Dixence.

Le fonctionnement du bitcoin repose sur le minage, coûteux en énergie, consommant annuellement 125 TWh d'électricité en 2023.
La somme de contrôle (ou empreinte) du bloc est calculée en appliquant deux fois un hashage SHA-256 au sextuplet contenant :
- La version.
- Le hash de l'entête du bloc précédent.
- La racine de Merkle.
- L'horodatage.
- La cible (de minage) ou difficulté.
- Le nonce.

Pour une valeur donnée du nonce, la probabilité de calculer une empreinte inférieure à la difficulté est très faible, de sorte que de nombreuses tentatives doivent être effectuées avant d'y parvenir. Entre 2014 et 2016, le nombre moyen de nonces que chaque mineur a dû tester entre chaque création de blocs est passé de 1 milliard à 200 milliards. Puisque seuls les en-têtes des blocs sont hachés, un bloc contenant des milliers de transactions est haché aussi vite qu’un bloc vide ou comportant très peu de transactions, ce qui évite que les mineurs aient une incitation économique à ne pas inclure de transactions dans les blocs.
Lorsqu'un mineur a construit un bloc valide dont la somme de contrôle satisfait la condition de difficulté, il le diffuse aux nœuds voisins, qui en vérifient la validité avant de le rediffuser à leur tour. La rémunération du travail de minage est faite en bitcoin. Le paiement est connu sous le nom de récompense de bloc. La récompense de bloc actuelle est de 3,125 bitcoins. Cette récompense est divisée par deux tous les 210 000 blocs.
Les blocs valides sont ainsi diffusés de proche en proche à tous les nœuds du réseau, non sans avoir été préalablement vérifiés, mais sans plus pouvoir être modifiés. À partir du nonce inclus dans l'en-tête, il est facile et rapide de vérifier la validité du bloc (un parallèle simpliste peut être fait avec un jeu de sudoku : sa résolution est difficile et requiert du temps et du calcul humain mais sa vérification est très facile une fois la solution trouvée).

#### Regroupements des mineurs
La difficulté du minage a conduit les mineurs à se regrouper dans des coopératives (mining pools) pour combiner leurs ressources de calcul et construire plus rapidement de nouveaux blocs. La rémunération correspondant à la constitution de chaque bloc est ensuite divisée proportionnellement entre les membres, après prélèvement de frais, ce qui permet de lisser leurs revenus et les rend moins aléatoires,. En 2016, une dizaine de ces coopératives fournissaient 95 % des blocs. Ils se trouvent en grande partie en Chine (qui représente la plupart de l'énergie de hachage sur le réseau bitcoin), mais aussi en Tchéquie et en Géorgie.
La rémunération des activités de minage a conduit au développement de technologies toujours plus spécialisées. Les matériels les plus efficaces utilisent des circuits intégrés (ASIC) qui surpassent les processeurs à usage général tout en utilisant moins d'énergie. À partir de 2015, un mineur n'utilisant pas de matériel spécialement conçu pour le minage avait une faible probabilité de couvrir ses frais d'électricité et de matériel, même en rejoignant une coopérative de minage.

#### Russie
En août 2017, un proche du président russe déclare souhaiter lever 100 millions de dollars pour financer le « minage », de manière à concurrencer la Chine.

#### Iran
En 2021, 4,5 % du minage de bitcoin aurait été réalisé par l'Iran.

#### Chine
La Chine a interdit depuis avril 2021 les activités de minage sur son territoire, officiellement dans le but de contenir la dépense énergétique associée à ces activités. Jusqu'à la mise en œuvre de cette interdiction, la Chine hébergeait 46 % des capacités de calcul relatif au minage de cryptomonnaies.

### Chaîne de blocs
La chaîne de blocs du système Bitcoin est comparable à un livre public enregistrant les transactions. Elle existe en plus de 18 000 exemplaires gérés parallèlement par les nœuds du réseau, aucun ne jouant un rôle privilégié. Certaines copies du registre sont stockées dans des zones à l'abri de tout cataclysme, comme dans un bunker sous les montagnes en Suisse, ou dans des satellites géostationnaires, par exemple.
L'opérateur de chaque nœud du réseau peut décider d'installer un « nœud complet » (full node) qui construit et tient à jour un exemplaire local de la chaîne de blocs. Il peut au contraire choisir de se contenter d'un nœud léger (lightweight node) qui fera appel aux nœuds complets voisins pour valider les transactions en utilisant le protocole SPV (simple payment verification).
Ces décisions étant totalement décentralisées, il est impossible de connaître le nombre de nœuds de chaque type. La seule population recensée en permanence par des sites spécialisés tels que blockchain.info ou bitnodes est celle des nœuds « à l'écoute » (« listening nodes ») qui acceptent, au moment de la mesure, des transactions et des blocs en provenance des autres nœuds. Leur nombre oscille autour de 18 000.
Cette redondance assure la continuité de service. Chaque ordinateur peut se déconnecter ou tomber en panne sans mettre en péril le système ; quand il redevient opérationnel, le protocole de construction de la chaîne de blocs qu'il héberge reconstruit automatiquement la portion manquante, en recourant aux nœuds voisins.
Tant qu'il a accès à Internet, un utilisateur trouvera toujours un nœud du réseau pour accepter et relayer une écriture, et il se trouvera ensuite un grand nombre de mineurs et de nœuds complets, situés partout dans le monde, pour inscrire celle-ci et la rendre accessible dans la chaîne de blocs, où elle restera toujours accessible de tout point du monde ayant accès à Internet, sans pouvoir être modifiée.
Cette même redondance, jointe au « principe de précaution » aux termes duquel chaque nœud du réseau vérifie la validité des informations qu'il reçoit avant de les utiliser, rend impossible la propagation d'écritures frauduleuses. Erreurs et fraudes restent possibles sur un ordinateur particulier, qu'elles soient le fait de l'opérateur du site ou d'un pirate qui manipule ce site ; il est même possible qu'elles se propagent localement par contagion ou par connivence. Mais il est pratiquement impossible qu'elle se propage à un pourcentage significatif des exemplaires de la chaîne de blocs, et moins encore à l'ensemble du réseau.

#### Construction de la chaîne de blocs
Cette section ne s'appuie pas, ou pas assez, sur des sources secondaires ou tertiaires indépendantes du sujet. Le texte peut contenir des analyses inexactes ou inédites de sources primaires.
Pour l'améliorer, ajoutez-en, ou placez des modèles {{Source secondaire souhaitée}} ou {{Source secondaire nécessaire}} sur les passages mal sourcés. (octobre 2024)
En recevant un nouveau bloc, chaque ordinateur gérant un nœud complet exécute un protocole qui, soit rejette le bloc (s'il a déjà été reçu ou s'il est invalide), soit l'ajoute à la chaîne de blocs locale, après une ultime vérification des écritures qu'il contient ; soit le met en attente.
Chaque bloc contient l'identifiant du bloc qui le précède dans la chaîne de blocs de son mineur et, dans le cas le plus courant, ce prédécesseur est le bloc terminal de la chaîne locale, à laquelle le nouveau bloc vient s'ajouter après une ultime vérification de sa validité. Les transactions contenues dans ce nouveau bloc sont alors validées par le nœud, notamment celle qui rémunère en bitcoins le mineur qui a créé ce bloc. Celui-ci est transmis aux nœuds voisins et, de proche en proche, à l'ensemble du réseau. En cas d'échec lors de la vérification de la validité du bloc, celui-ci est mis en attente, et sera incorporé à une branche secondaire de la chaîne de blocs.
Si le nœud reçoit un nouveau bloc contenant une écriture déjà présente dans la chaîne locale, ce bloc est rejeté. C'est donc le premier bloc valide reçu que chaque nœud inscrira dans sa chaîne de blocs. Les blocs identiques construits par d'autres mineurs dans le même cycle de 10 minutes seront rejetés, de sorte que les mineurs se livrent à une course de vitesse pour voir leurs blocs ajoutés à la chaîne et être rémunérés en conséquence.
En raison du délai nécessaire à la propagation des blocs à travers le réseau, deux blocs créés dans le même cycle peuvent arriver dans un ordre différent selon les nœuds récepteurs, qui construisent alors des versions différentes du registre. On dit qu'il y a bifurcation (« fork »). La plupart du temps, une bifurcation est temporaire et le protocole de construction de la chaîne de blocs la corrige au cycle suivant.
Afin que tous les exemplaires de la chaîne de blocs soient identiques sur tous les nœuds, alors même qu'ils sont construits indépendamment, ce protocole incorpore un mécanisme dit « de consensus », qui est un élément central du système. La règle utilisée par Bitcoin consiste à retenir la chaîne dont la construction des blocs qui la composent a demandé le travail le plus important. Pour cela, l'en-tête de chaque bloc indique la difficulté du travail qui a été effectué pour le construire. Le fait que la somme de contrôle du bloc respecte les contraintes imposées constitue la « preuve de travail » garantissant que ce travail a bien été effectué.
S'il apparaît, à la suite de l'ajout d'un bloc à une chaîne secondaire, que celle-ci a réclamé plus de travail que la chaîne principale, cette chaîne secondaire doit devenir la branche principale. Pour cela, le programme remonte à l'endroit où elle s'est détachée de la branche principale, revalide un par un les blocs et les écritures qu'ils contiennent, et ajoute chaque bloc à l'extrémité de la nouvelle chaîne en cours de construction si ces contrôles sont satisfaits, en abandonnant ce processus à la première erreur.
Ce processus très complexe est le véritable cœur du système, car il est le seul moyen de modifier la chaîne de blocs et ses résultats sont irréversibles. Il assure également des fonctions telles que la résolution des cas de bifurcation et la reconstruction de la chaîne en cas d'arrêt de l'ordinateur ou du réseau.
À l'issue de cette deuxième phase, chacun des milliers d'exemplaires de la chaîne de blocs qui existent sur les nœuds complets a été prolongé par un bloc choisi par chaque nœud parmi les propositions des mineurs en appliquant la règle de consensus programmée. Si tous les nœuds complets mettent en œuvre les mêmes règles de validation des écritures et des blocs, ce bloc additionnel est le même pour tous les nœuds, de sorte que tous les exemplaires de la chaîne de blocs restent identiques. Ce sont ainsi quelques milliers de nouvelles écritures qui sont enregistrées de façon définitive et deviennent accessibles sur les milliers de sites correspondant.

### Rôle de la cryptographie
Elle sert à authentifier les acteurs : seule la signature est cryptée, pas les données numériques.

#### Clés de signature
Pour être valide, chaque transaction doit être signée, au sens cryptographique du terme, en utilisant des techniques de cryptographie asymétrique. À cet effet, chaque adresse bitcoin constitue également l'empreinte cryptographique d'une clé publique. Toute transaction indique en entrée la référence d'une transaction précédente justifiant la disponibilité des fonds objet de la transaction et en sortie une ou plusieurs adresses bitcoin et les montants qui doivent leur être attribués. Une transaction équilibre toujours ses entrées et ses sorties.
Pour transmettre des bitcoins, un utilisateur doit signer cryptographiquement une transaction faisant référence en entrée à une ou plusieurs transactions précédentes dont le montant de sortie est suffisant pour couvrir la transaction. La clef privée utilisée pour signer cette transaction doit correspondre à la clef publique ayant précédemment reçu des bitcoins. L'utilisateur doit donc stocker de manière confidentielle et sécurisée toutes ses clefs privées. Le fichier correspondant dans le logiciel, appelé wallet.dat, doit être conservé et sauvegardé par l'utilisateur, de façon confidentielle.
La cryptographie permet l'authentification et la non répudiation décrite plus haut, grâce à la signature des transactions et aux fonctions à sens unique. À aucun moment le système n'assure la confidentialité ou le chiffrement des données transmises sur le réseau. Toutes les transactions sont donc en clair.
La signature des transactions est effectuée en utilisant la cryptographie à courbes elliptiques, dite ECDSA, ou une signature utilisant le protocole de Schnorr selon le type de transaction. En l'occurrence, la courbe employée est secp256k1.

#### Transparence
Même si le logiciel n'utilise aucune donnée personnelle de l'utilisateur, l'anonymat n'est pas assuré : l'identité d'un utilisateur peut être déterminée s'il la découvre volontairement, si son adresse IP est traçable, ou éventuellement à la suite d'une méticuleuse et complexe étude statistique de la base de données des transactions, ou encore lorsque la réglementation d'un État ou d'un groupe d'États prend des mesures légales pour mettre fin à l'anonymat des transactions sur les plates-formes de monnaies virtuelles. L'anonymat sur le réseau Bitcoin est possible via certains services dits de « mixage », et une bonne connaissance des mesures AML, KYC appliqués aux plateformes d'échange.
Le système Bitcoin ne chiffre aucune des données qu'il utilise. La cryptographie ne sert qu'à créer des signatures infalsifiables, et à mettre en œuvre des fonctions à sens unique. Seul le portefeuille de clés privées est susceptible d'être chiffré par l'utilisateur, mais ceci est facultatif, relève de sa seule compétence et ne fait pas partie des spécifications du système : la confidentialité peut être à la charge du système d'exploitation ou d'un logiciel de chiffrement adapté, comme c'est le cas pour n'importe quel autre fichier.

#### Preuve de travail
Bitcoin utilise la méthode de preuve de travail, initialement imaginée pour résoudre le problème des spam et notamment mise en œuvre dans le système Hashcash. Les algorithmes de hashage sont SHA-256 et RIPEMD-160. Un double hash en SHA-256 est utilisé pour obtenir le hash des blocs et donc la preuve de travail, tandis qu'un SHA-256 suivi d'un RIPEMD-160 est utilisé pour construire les adresses bitcoins.

## Aspects monétaires

### Unités

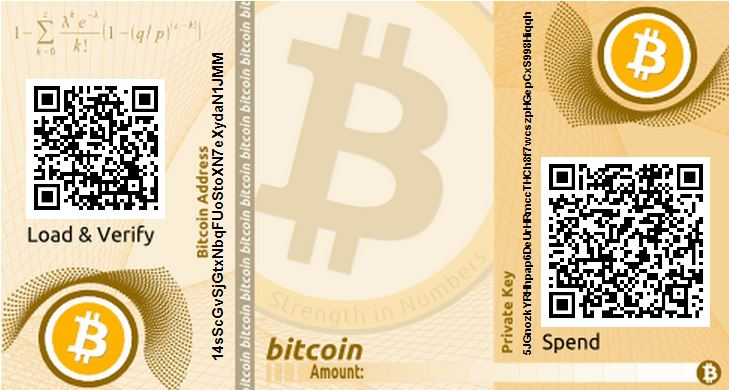
Portefeuille papier Bitcoin.

L'unité de compte du système Bitcoin est le bitcoin, symbolisé par les expressions BTC, XBT et le «  ».
Le bitcoin peut également être subdivisé, par exemple en millibitcoin (mXBT), microbitcoin (μXBT ou « bit ») ou en satoshi (qui représente 10 nanobitcoins ; 10nXBT).
À la suite d'une proposition d'ajout, le consortium Unicode a accepté, en novembre 2015, le bitcoin parmi ses caractères, en lui attribuant le code 20BF.

### Particularités
Comme monnaie virtuelle, le bitcoin a des particularités :
1. En termes de régulation, l'absence de statut légal et de cadre réglementaire, fait que les monnaies virtuelles n'apportent aucune garantie de prix ni de liquidité. La limitation volontaire du nombre d'unités émises sans indexation porte un risque de spéculation et donc de forte volatilité ;
2. En termes de transparence, le chiffrement des identités des bénéficiaires et des donneurs d'ordre anonymise les transactions. Ces dernières sont enregistrées dans un registre public, mais avec une traçabilité limitée car n'identifiant ni le donneur d'ordre, ni le bénéficiaire ; elle n'est ni certaine ni systématique, ni exploitable techniquement ou juridiquement[186] ;
3. En termes d'extraterritorialité, les protagonistes, les serveurs et les personnes physiques ou morales qui les exploitent peuvent être situés dans des pays et territoires dont la coopération peut être difficile à obtenir[186].
4. une transaction illicite est irrévoquable[187].

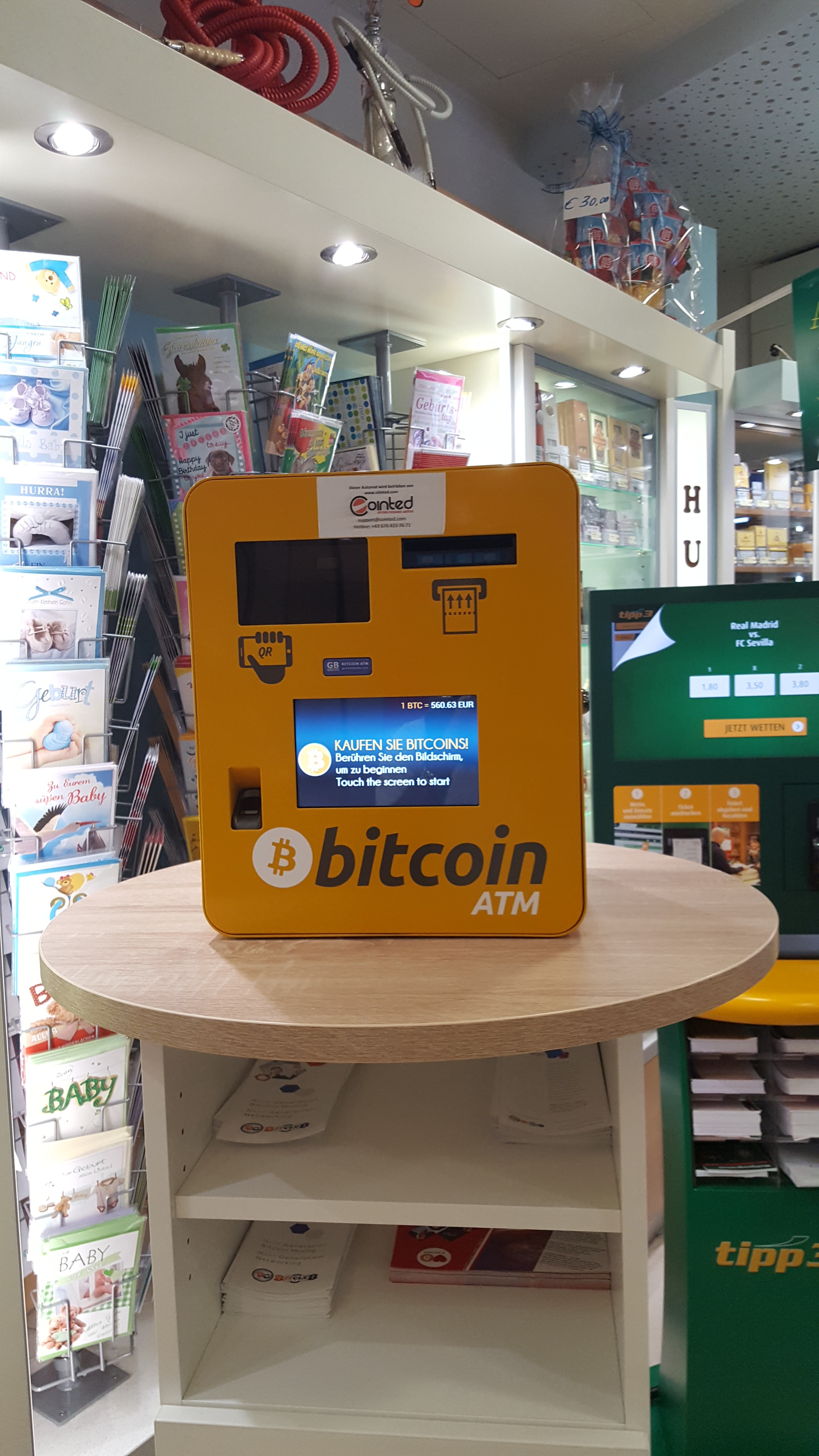
Borne d'échange, à Vienne.

Les bornes d'échange permettent d'échanger la monnaie virtuelle bitcoin contre la monnaie légale, à la manière dont un ATM permet de retirer de l'argent liquide à une banque. Pour ce faire, ces bornes peuvent prendre en compte des formalités d'identification reposant sur un contrôle biométrique : prise des empreintes palmaires, numérisation d'une pièce d'identité et comparaison des traits du visage avec la photo qui apparaît sur leur carte d'identité.

### Preuve de propriété
Un détenteur de bitcoins ne peut y accéder que via une adresse spécifique et sa clé privée (qui est un mot de passe, indispensable à toute signature de transaction). Le réseau vérifie la validité de la clé privée à l'aide de la clé publique de l'utilisateur, grâce aux techniques de cryptographie asymétrique.
En revanche, seule la connaissance de la clé publique d'une adresse est nécessaire pour y effectuer un dépôt. En France, cette nouvelle forme de propriété a suscité des réflexions sur une réforme juridique permettant de l'encadrer sans freiner les innovations.

### Transactions et frais

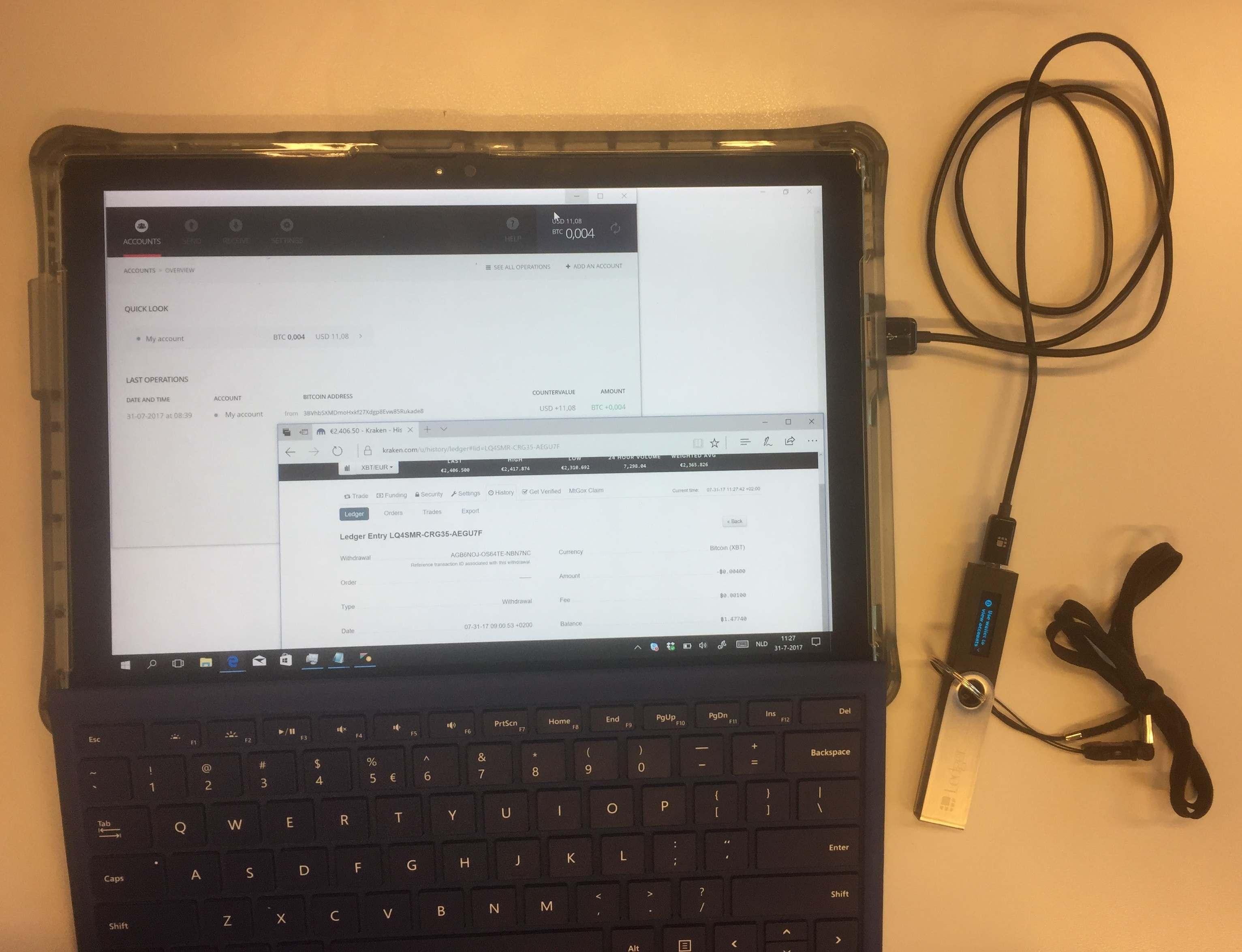
Une transaction bitcoin réelle comprenant les frais d'un échange de crypto-monnaie sur le Web vers un portefeuille matériel.

#### Transactions
Les bitcoins issus de différentes transactions ne peuvent être regroupés. Un utilisateur recevant plusieurs paiements conservera dans son portefeuille autant de montants différents (appelés données d'entrée), même si son logiciel, pour en rendre la lecture plus aisée, procède à un affichage global. Lorsque l'utilisateur voudra les dépenser, son logiciel calculera le meilleur ensemble de données d'entrée à transférer pour minimiser la taille des données de sortie et ainsi limiter les frais de transaction.
- Exemple : un utilisateur reçoit 13 paiements de 1 × 2,3 XBT, 5 × 1,0 XBT, 2 × 0,7 XBT, 1 × 0,5 XBT, 1 × 0,3 XBT, 2 × 0,2 XBT et 1 × 0,1 XBT. Son logiciel lui indiquera alors qu'il possède 10,0 XBT.
- (Cas 1) : lorsqu'il voudra dépenser 3,0 XBT, le meilleur ensemble en données de sortie consistera à regrouper les 2,3 XBT et 0,7 XBT reçus précédemment.
- (Cas 2) : s'il voulait dépenser 3,05 XBT, le meilleur ensemble en données de sortie consisterait à regrouper les 2,3 XBT avec les 0,7 XBT reçus précédemment et de fractionner la transaction de 0,1 XBT en une transaction de sortie de 0,05 XBT, l'autre fraction transactionnelle de 0,05 XBT étant conservée dans le portefeuille.

#### Frais
Le paiement de frais de transaction[source insuffisante] est théoriquement facultatif, mais les mineurs déterminent l'ordre de traitement des transactions à intégrer dans les nouveaux blocs en fonction des frais de transaction offerts par les utilisateurs. Plus un utilisateur accepte de payer des frais de transaction élevés, plus sa transaction sera traitée rapidement. En cas de frais d'un montant identique, priorité est donnée aux transactions les plus anciennes. Les transactions effectuées sans frais de transaction sont traitées après toutes les autres ; pratiquement, ces transactions commencent à être traitées en moyenne à partir de 120 minutes et jusqu'à un temps potentiellement infini.
Les frais de transaction les plus compétitifs, qui permettent d'obtenir une confirmation quasi immédiate, entre 0 et 35 minutes en moyenne, se situent aux alentours de 80 satoshis/octet (0,000 000 80 XBT/octet). Ainsi, en 2016, une taille médiane de transaction de 265 octets, coûtait environ 21 200 satoshis (soit moins de 0,11 €) quel que soit le montant de bitcoins à transférer.
Pour décourager la multiplication des transactions de faible montant, le logiciel applique des frais de transaction obligatoires de 0,000 1 XBT à toute transaction d'un montant inférieur à 0,01 XBT.
Plus les assemblages de données d'entrées sont importants pour réaliser une transaction, plus l'encodage de celle-ci est long à réaliser et plus les frais augmentent, tout en restant acceptables. L'algorithme du logiciel Bitcoin est conçu pour limiter le regroupement de données d'entrées de montant inférieur à 0,01 XBT, pour limiter les frais de transaction obligatoires.
Si le montant des bitcoins à transférer est faible ou si la transaction est récente, seul le paiement de frais de transaction permettra un traitement immédiat de celle-ci. Chaque transaction est en effet affectée d'un ordre de priorité déterminé en fonction de son montant, de son ancienneté et de sa taille, elle-même déterminée en fonction du nombre de données d'entrée regroupées. Plus précisément, le logiciel calcule un quotient déterminé par le nombre de bitcoins à transférer multiplié par l'âge de la transaction et divisé par la taille des données d'entrées regroupées. En dessous d'un certain quotient, la transaction ne sera traitée immédiatement qu'en contrepartie du paiement de frais de transaction.
- Si l'utilisateur choisit de ne pas payer de frais de transaction, le quotient augmentera avec le temps jusqu'à dépasser une valeur seuil qui déclenchera le traitement de la transaction ; celle-ci sera ainsi traitée sans frais mais avec retard.
- Plus le nombre de bitcoins à transférer est élevé, plus le quotient est élevé et plus l'utilisateur verra sa transaction traitée rapidement ou sans frais.
- Pour un même montant de bitcoins à transférer, les transactions regroupant un faible nombre de données d'entrées sont traitées plus rapidement que les autres.

Le logiciel Bitcoin calcule en général les frais optimaux à payer pour que la transaction soit traitée à l'instant du transfert. Ces frais varient selon le nombre des transactions à traiter à l'instant du transfert, mais sont globalement négligeables. L'utilisateur décide seul du montant des frais de transaction qu'il est prêt à payer. Les frais ne dépendent pas du montant de la transaction, ainsi, même des transactions de plusieurs dizaines de bitcoin peuvent s'effectuer avec des frais marginaux.

### Création de bitcoins
La création d'un nouveau bloc est récompensée par des bitcoins créés à cet effet.
Le montant de cette récompense est divisé par deux (halving) chaque fois que 210 000 blocs de transactions sont ajoutés à la chaîne de blocs :
- de la création du premier bloc (bloc genesis) jusqu'au 209 999e bloc, créé le 28 novembre 2012[192], chaque mineur fut récompensé de 50 bitcoins nouvellement créés pour la création d'un nouveau bloc valide ;
- du bloc 210 000 au bloc 419 999, créé le 9 juillet 2016, la récompense était de 25 bitcoins pour chaque bloc nouvellement créé ;
- du bloc 420 000 au bloc 629 999, créé le 11 mai 2020[193], la récompense était de 12,5 bitcoins pour chaque bloc nouvellement créé ;
- du bloc 630 000 au bloc 839 999, créé le 30 avril 2024[193], la récompense était de 6,25 bitcoins pour chaque bloc nouvellement créé ;
- du bloc 840 000 au bloc 1 049 999, la récompense est de 3,125 bitcoins pour chaque bloc nouvellement créé ;
- etc.

Nous pouvons donc calculer le nombre de bitcoin maximum en sommant le nombre de bitcoins créés par bloc. Nous obtenons : {\displaystyle \sum _{i=0}^{32}{210\,000\times {\frac {50}{2^{i}}}}\approx 21\,000\,000}. À noter que la somme s'arrête à 32, car le terme d'après est inférieur au satoshi (plus petite unité de monnaie), et est donc arrondi à 0, car l'implémentation actuelle utilise le type int64_t de C++.

### Halvings
Tous les quatre ans, a lieu un halving (littéralement « réduction de moitié »). Cette étape diminue de moitié la vitesse d'entrée de nouveaux Bitcoins sur le marché et modifie donc « le sentiment du marché », une dimension majeure de la spéculation financière. Il a été institué par l'inventeur du Bitcoin pour que le système bitcoin soit intrinsèquement déflationniste[En quoi ?] en raison d'une politique monétaire aux termes de laquelle le nombre total de bitcoins sera bloqué à 21 millions, la vitesse de création de nouvelles unités tendant, entre-temps, vers zéro.
Selon la théorie économique, la rareté fait généralement augmenter les prix, et si la demande de bitcoin augmente (ou même reste constante) le prix du Bitcoin est alors supposé augmenter (par simple effet de rareté). Mais dans un contexte d'augmentation des coûts de production du Bitcoin, selon Julien Riposo (mathématicien et chercheur dans la finance quantitative) « la mise en de nouveaux bitcoins sera de moins en moins probable ; cela pourrait peut-être impliquer un effet d'inflation, motivant ainsi les crypto-échanges à posséder plus de bitcoins que ne le permet le protocole actuel ».
L'économie du minage servant à la validation des transactions est la première affectée par le halving, car les récompenses de bloc sont divisées par deux. Chaque Halving engendre une forte diminution des récompenses du minage, récompenses qui tendent vers zéro au fur et à mesure que les séries de 210 000 blocs s'enchaînent. Le zéro sera atteint quand 20 999 999,976 9 bitcoins seront créés (vers 2140, selon les estimations). Pour compenser les revenus perdus par les mineurs — alors que leurs besoins et dépenses (en énergie notamment) augmentent, et alors que le hashrate (en) (puissance de calcul d'une chaîne de blocs) est également affecté — ce sont les frais de transaction qui doivent augmenter pour rémunérer les mineurs, au moins en proportion. Pour que l'incitation des mineurs soit maintenue alors qu'ils sont deux fois moins rétribués pour leur travail, il faut que le cours du Bitcoin augmente suffisamment, car dans le cas contraire, les transactions ne seraient plus validées.
Le climat et les économies d'énergie sont également négativement affectés par le Halving, car pour résoudre des calculs de plus en plus complexes, les mineurs sont lancés dans une course à la concurrence et donc à l'augmentation de la puissance de leurs équipements dédiés. Malgré une amélioration de l'efficience des matériels, les émissions de gaz à effet de serre induites par le Bitcoin ont exponentiellement augmenté, au point de compromettre les objectifs climatiques décidés par les COP du climat.
Les trois premiers cycles de réduction de moitié des rémunération des mineurs ont eu lieu le 28 novembre 2012, le 9 juillet 2016, puis le 11 mai 2020 ; le dernier en date est survenu en avril 2024, en fixant la récompense des mineurs à 3,125 bitcoins par bloc miné. Cette réduction des rémunérations des mineurs n'est bénéfique pour les mineurs et pour les investisseurs du bitcoin que s'il est suivi d'une hausse durable de la demande en Bitcoin (et donc de son cours).

### Confidentialité
Le système Bitcoin indique sur le registre public le montant de bitcoins associé à chaque adresse. Toutes les transactions enregistrées sur la chaîne de blocs sont également publiques. L'identité des propriétaires des adresses bitcoin n'est pas publique mais peut être déterminée, par exemple par le biais des plates-formes d'échange qui enregistrent l'identité de leurs utilisateurs.
Les plates-formes d'échange regroupent en général les avoirs de leurs utilisateurs sur une adresse unique et réattribuent une ligne créditrice en bitcoins à chacun de leurs utilisateurs par l'intermédiaire de leur logiciel de négociation. Les utilisateurs peuvent ainsi échanger leurs bitcoins contre d'autres crypto-monnaies ou contre des devises. La plate-forme sécurise ses dépôts en les répartissant sur plusieurs adresses ou en les stockant « à froid » (« cold storage ») pour prévenir tout vol. Lorsqu'un utilisateur transfère ses dépôts de la plate-forme à une autre adresse, la plate-forme débite sa ligne créditrice et transfère le montant à échanger d'une de ses adresses vers l'adresse indiquée par l'utilisateur.
Des chercheurs de l'Université de Stanford et de l'Université Concordia ont montré que, pour éviter le piratage, les plates-formes d'échange de bitcoins pouvaient prouver leur solvabilité sans révéler leurs adresses à l'aide de protocoles à zéro connaissance.
Il est également possible de conserver « à froid » (« cold storage ») les bitcoins sur un support numérique déconnecté du réseau, ce qui a pour effet de les protéger contre le vol, comme le serait de l'or qu'un utilisateur choisirait de conserver dans un coffre-fort. Entre 2017 et 2018, une start-up française a vendu plus de 1,5 million de ces coffres-forts à bitcoins dans 165 pays.
Des chercheurs ont avancé qu'à défaut de mesures spécifiques de protection, les paiements effectués selon le protocole Bitcoin ne sont pas plus privés que les paiements par carte bancaire ; cependant le Lightning Network vise à améliorer cet aspect, et des recherches sont encore en cours pour permettre une meilleure confidentialité.

### Répartition des richesses
Les bitcoins sont concentrés : la répartition des « richesses » est telle que 10 000 adresses détiennent 55,94 % du total. Une partie de ces adresses sont mortes (clés perdues à l'époque où une unité de bitcoin n'avait pas ou peu de valeur).
Cependant une majorité de ces adresses appartiennent à des plateformes d'échange, qui gardent les fonds pour des millions de clients, on ne peut donc pas en déduire grand chose sur la répartition réelle des fonds.

## Bourses et instruments financiers

### Cadre réglementaire
Le bitcoin, en tant qu'actif financier est assez inclassable. Ainsi, certaines sociétés de gestion d'actifs considèrent que la monnaie virtuelle ne peut ni être considérée comme un placement de bon père de famille, ni être comparée à l'or, en raison de l'absence de revenu.
Aux États-Unis, pour l'ancien président de la SEC, Jay Clayton, les « Initial Coin Offering » sont moins protégées que les valeurs mobilières traditionnelles, permettant davantage de manipulations de marchés et d'escroqueries : pour lui, comme pour les autres investissements, une prudence extrême ainsi que la conscience du risque de tout perdre sont requises.
Le régulateur américain SEC, ou Securities and Exchange Commission, a déclaré que le bitcoin est une marchandise. L'une des différences entre une marchandise et une valeur mobilière est qu'une marchandise ne doit pas se conformer aux réglementations strictes que la SEC impose aux valeurs mobilières. Pour le bitcoin en particulier, cela signifie que vous pouvez extraire la pièce comme on extrait les matières premières. L'une des différences entre les valeurs mobilières et les produits de base est la manière dont ils sont vendus. Les titres qui comprennent des actions concernent une part de la propriété et du contrôle d'une société. Les matières premières, quant à elles, consistent à acheter des biens, dans ce cas des bitcoins, avant qu'ils n'existent réellement.
Face à l'émergence de ces nouveaux moyens financiers, Gary Gensler, président de la SEC depuis 2021, conscient des enjeux suscités, cherche la parade pour les régulariser.
L'union européenne a adopté une législation spécifique aux crypto-actifs, dite MiCA d'après l'abrévation de son nom anglais Markets in Crypto-Assets. Ce cadre de loi est pleinement entré en vigueur en décembre 2024,.

### Plates-formes de marché
Des monnaies fiduciaires (USD, EUR, CNY…) ou des crypto-monnaies (ETH, LTC…) peuvent être échangées contre des bitcoins par l'intermédiaire de différentes bourses ou plates-formes d'échange spécialisées actives sur internet, en effectuant des transferts par virement bancaire. Les frais de courtage sont généralement très faibles et les utilisateurs doivent produire un justificatif de leur identité. Les plates-formes doivent disposer en France d'un agrément pour réaliser des opérations d'achat et de vente de bitcoins.
Des plates-formes de séquestre permettent de mettre en relation acheteurs et vendeurs afin d'échanger les bitcoins contre des espèces, des mandats de compte postaux ou des virements bancaires.
Des points de vente à sens unique permettent de payer en bitcoins, moyennant le paiement de frais, en débitant le montant correspondant en euro sur des cartes bancaires ou des cartes prépayées.
Il existe enfin des distributeurs automatiques qui prélèvent une commission généralement plus importante.
Depuis novembre 2016, les chemins de fer fédéraux suisses proposent, en liaison avec l'entreprise SweePay, l'achat de bitcoins depuis leurs distributeurs de billets de train, créant ainsi le plus grand réseau de distribution de bitcoins au monde.

### Financiarisation
Certains courtiers offrent désormais la possibilité de coter le bitcoin tandis que des plates-formes offrent la possibilité d'acheter ou de vendre à découvert la crypto-monnaie ou d'utiliser l'effet de levier.
Des instruments financiers complexes tels que les fonds d'investissements se développent.
Le recours à des intermédiaires financiers établis permet de sécuriser davantage les transactions[réf. nécessaire], dans la mesure où ces opérateurs sont soumis à des règles strictes de régulation ; pour autant, la volatilité qui caractérise les instruments financiers fondés sur le bitcoin peut conduire à subir des pertes aussi élevées que les profits susceptibles d'être réalisés.

## Cadre juridique
La nature juridique du bitcoin n'est pas une question uniformément tranchée.
La dimension internationale du bitcoin, en regard du caractère régional des cadres juridiques (Union européenne, États-Unis, Chine, notamment), écarte toute réponse juridique globale, en l'état actuel du droit.
En particulier, le G20 a considéré que, même si les cryptoactifs soulèvent des problèmes en ce qui concerne la protection des consommateurs et des investisseurs au sujet de l'intégrité du marché, de l'évasion fiscale, du blanchiment d'argent et du financement du terrorisme, ils doivent être gérés par les États plutôt que par le G20 lui-même.

### Union européenne
En 2012, selon la banque centrale européenne, l'importante réglementation bancaire et financière qui s'impose aux États membres de l'Union européenne ne concerne pas le bitcoin.
L'autorité bancaire européenne a mis en garde les consommateurs contre les risques liés au bitcoin (13 décembre 2013), considérant les crypto-monnaies comme des « représentations virtuelles » de monnaie. Elle a également recommandé le 4 juillet 2014 aux institutions bancaires et financières européennes de ne pas utiliser le bitcoin ni de proposer des services autour de ce dernier.
Le 22 octobre 2015, la Cour de justice de l'Union européenne a confirmé que les opérations d'échange de bitcoins contre des devises traditionnelles étaient exonérées de TVA, considérant le bitcoin comme une « devise virtuelle » et non comme un bien ou un service.
En 2023, le Bureau européen des unions de consommateurs (BEUC) a porté plainte auprès des autorités de protection des consommateurs au sujet des pratiques de plateformes qui permettent des publicités sur des cryptomonnaies qui font perdre de l'argent au consommateur. Le BEUC considère également que des réseaux sociaux profitent de la publicité pour les cryptomonnaies aux dépens des consommateurs.
La réglementation des crypto-actifs est harmonisée au niveau européen, à partir d'une période de transition allant du 30 décembre 2024 jusqu'en 2026, dans le cadre de la réglementation dite MiCa (en).

### Algérie
L'Algérie interdit le Bitcoin dans l'article 117 de la loi des finances 2018.

### Australie
En décembre 2013, le gouverneur de la banque centrale d'Australie (RBA) a indiqué, dans une interview sur la légalité du bitcoin, que « Il n'y aurait rien pour empêcher les gens […] de décider de faire des transactions dans une autre monnaie dans un magasin s'ils le souhaitaient. Il n'y a pas de loi contre cela, donc nous avons des monnaies concurrentes. »
L'Australie a confirmé officiellement que le bitcoin serait traité comme de l'argent le 1er juillet 2017 et qu'il ne serait plus soumis à une double imposition.
En 2023, l'Australie prévoit de réglementer les plateformes de crypto-actifs, avec des réglementations similaires à la réglementation sur les services financiers et des réglementations spécifiques, d'une manière inspirée de ce qui se fait dans l'Union européenne, la Royaume-Uni, la Canada et Singapour,.

### Belgique
La banque centrale de Belgique a estimé en 2017 dans un communiqué que « les menaces pour la stabilité monétaire que représentent les monnaies numériques émises par des acteurs privés sont actuellement plutôt limitées [car] utilisées comme moyen d'échange, si bien que leur incidence sur les conditions financières dans l'économie est faible ».
Auditionné au Parlement fédéral en juin 2021 dans le cadre des travaux sur les cryptomonnaies, Tim Hermans, directeur de la Banque nationale de Belgique, a confirmé la qualification du bitcoin en tant qu'actif spéculatif. Le banquier central a ainsi estimé que, à la lumière des définitions classiques, le bitcoin ne pouvait pas être considéré comme une monnaie vu son extrême volatilité.
À la suite de l'entrée en vigueur de la Ley Bitcoin au Salvador en septembre 2021 accordant à la cryptomonnaie le statut de monnaie légale, le ministre des Finances Vincent Van Peteghem (CD&V) a été interpellé au Parlement fédéral sur la possibilité de légaliser le bitcoin en Belgique. Le ministre a exclu cette éventualité, motivant notamment qu'une telle décision devrait être prise au niveau Européen mais que cela restait « hautement improbable ».

### Canada
Au Canada, la réglementation impose notamment la tenue d'un registre des transactions.

### Chine
Le 5 décembre 2013, la Banque centrale chinoise interdit une première fois aux banques locales toute transaction en bitcoin, provoquant le début d'un krach sur la valeur de la monnaie digitale. En effet, au moment de cette nouvelle réglementation, 50 % des transactions effectuées en bitcoin avaient lieu en Chine
BTC China, première plate-forme mondiale de transaction en bitcoin, interdit aux usagers de nouveaux dépôts en Yuan sur leur compte « suite à de nouveaux règlements gouvernementaux ». Le 8 janvier 2014, le groupe chinois Ali Baba interdit tout paiement cryptographique, conformément à la nouvelle réglementation du pays. En février 2018, le gouvernement chinois réaffirme sa position en annonçant cette fois le blocage de tous les sites internet d'échanges de bitcoins, qu'ils soient chinois ou étrangers. En 2021, la banque centrale teste sa propre monnaie numérique, sous contrôle étatique et sans possibilité d'anonymat pour ses utilisateurs. Elle demande dans le même temps à plusieurs de ses grandes banques d'État ainsi qu'à la plateforme de paiement mobile Alipay d'« enquêter et d'identifier » les comptes bancaires facilitant le commerce de cryptomonnaies afin d'y bloquer toutes les transactions correspondantes.
Cette attaque frontale envers le minage de Bitcoin et les échanges financiers poussent les mineurs à quitter le pays.
Le 24 septembre 2021, la Banque centrale chinoise déclare que les transactions financières en cryptomonnaies et particulièrement celles impliquant des bitcoins comme illégales. La Banque a précisé : « le commerce et la spéculation autour du bitcoin et d'autres monnaies virtuelles se sont généralisés, perturbant l'ordre économique et financier, donnant lieu à du blanchiment d'argent, des collectes de fonds illégales, de la fraude, des systèmes pyramidaux et d'autres activités illégales et criminelles »,.

### Corée du Sud
Le bitcoin et les crypto-monnaies sont légales et reconnues comme des instruments financiers.
Aucune restriction n'existe pour la détention et l'échange de bitcoin entre particuliers. Les plates-formes d'échange doivent s'assurer de posséder au moins 500 millions de wons coréens pour protéger les commerçants et les entreprises contre les malversations et les fraudes.
Le gouvernement de la Corée du Sud dispose d'accords avec 14 plates-formes d'échange d'« espèces virtuelles » dites currency exchanges.
Grâce à ces accords, ces plates-formes n'acceptent plus que les seuls utilisateurs dont l'identité est contrôlée par un acteur financier comme une banque.
L'État sud-coréen régit aussi les points suivants :
- interdiction pour les mineurs d'échanger de l'argent ;
- taxe sur les bénéfices issus de la vente de bitcoins ;
- interdiction des ICO (Initial coin offering)[243].

### États-Unis
Le rapport parlementaire du sénateur Tom Carper (3 février 2014) dresse un premier panorama des enjeux juridiques du bitcoin.
Le rapport conclut à l'intérêt économique du bitcoin et à la nécessité d'en réguler le développement, afin d'en contenir les risques spécifiques. Il n'offre pas davantage de définition juridique ferme du bitcoin.
Le 26 février 2014, le sénateur américain Joe Manchin demande l'interdiction du bitcoin aux États-Unis, en raison de sa volatilité incontrôlée et des risques qu'il soit utilisé à des fins illégales, notamment pour du blanchiment d'argent. Pour l'instant, les États-Unis considèrent que les monnaies virtuelles développées sur le modèle du bitcoin n'ont pas de valeur légale mais constituent des actifs susceptibles d'être soumis à l'impôt.
Le 10 décembre 2017, la Bourse de Chicago a institutionnalisé le Bitcoin.
En 2018, les autorités — notamment La Securities and Exchange Commission, et la Commodity Futures Trading Commission — ont poursuivi divers acteurs qui ont réalisé des escroqueries comme le fait de faire miroiter la possibilité de s'enrichir avec le Bitcoin ou les options binaires.
En 2023, les États-Unis n'ont toujours pas harmonisé de cadre légal pour les crypto-actifs. Ainsi, juridiquement, les crypto-actifs sont régis par des réglementations pensées avant l'émergence du concept de crypto-actif.
En 2024, Donald Trump affirme vouloir créer une réserve stratégique de bitcoin.

### France
En France, le Code monétaire et financier prévoit que la monnaie de la France est l'euro (€). Un euro est divisé en cent centimes.
En France ni la loi ni la jurisprudence n'ont réglementé spécifiquement et avec clarté la nature et le régime juridique du bitcoin. Pour certains juristes, il ne s'agit pas d'une monnaie. Pour d'autres, le bitcoin serait « une monnaie, de nature électronique, dépourvue de cours légal »,. Pour la commission nationale des comptes de campagne et des financements politiques, il s'agit d'une « monnaie sans statut légal défini ». Pour la direction générale des finances publiques, le bitcoin est considéré comme un bien meuble, la valeur à l'achat ou à la vente et sa valeur en fin d'année fiscale faisant valeur légale.
Dans le cas où le Bitcoin est considéré comme une monnaie électronique, les règles en vigueur pour la monnaie électronique seraient applicables au bitcoin (articles L. 133-29 et suivants du code monétaire et financier). Dans les autres cas, un régime juridique serait à inventer.
Dans un rapport de 2014, d'une part la monnaie virtuelle ne représente pas une créance sur l'émetteur et n'est pas émise contre la remise de fonds, au sens de la directive monnaie électronique 2, ce qui ne lui donne pas le statut de monnaie électronique. Ce ne sont pas non plus des instruments financiers, et ce rapport indique qu'il vise à « formuler des recommandations, en vue de favoriser l'émergence d'un cadre permettant de prévenir et dissuader l'usage des monnaies virtuelles à des fins frauduleuses ou de blanchiment », donc d'un cadre légal pour ces monnaies.
En revanche, aucun texte n'écarte les transactions en bitcoins des obligations fiscales en vigueur, en particulier en matière d'imposition des bénéfices ou de collecte de la taxe sur la valeur ajoutée. Cette situation a été rappelée par l'administration fiscale, le 11 juillet 2014. De même, les bénéfices réalisés en accord avec la définition de l'article 92 du code général des impôts (CGI) sont soumis à l'imposition.
Dans un premier temps, la banque de France met en garde contre les risques présentés par le bitcoin. L'intermédiation des bitcoins par une entreprise nécessite, au préalable, un agrément en tant que prestataire de service de paiement (recommandation 2014-P-01 de l'ACPR).
En janvier 2018, le ministre de l'Économie, Bruno Le Maire, dit appréhender « les risques de spéculation et les possibles détournements ». Il confie une mission sur le bitcoin à Jean-Pierre Landau, ancien sous-gouverneur de la Banque de France. Dans son rapport, Jean-Pierre Landau préconise de ne pas réguler directement les crypto-monnaies (sauf dans le cadre de la lutte anti blanchiment), de créer un environnement favorable au développement de cette technologie et de limiter strictement l'exposition du secteur financier aux cryptomonnaies. Le 12 septembre 2018, la France devient le premier pays du monde à accorder un cadre légal aux Initial Coin Offering, ces levées de fonds en crypto-monnaies ; si cela ne sert pas de régulation à l'usage du bitcoin, cela ouvre un premier pas.
Depuis le 22 mai 2019, le Code monétaire et financier impose un enregistrement obligatoire aux Prestataires Sur Actifs Numériques (PSAN), qui doivent s'enregistrer auprès de l'Autorité des marchés financiers (France) dès lors qu'ils remplissent certaines conditions légales

### Indonésie
La banque centrale d'Indonésie n'a pas de politique détaillée pour réglementer ou interdire l'utilisation de bitcoin,.

### Japon
La banque centrale du Japon reconnaît officiellement le bitcoin et les crypto-monnaies comme un moyen de paiement, (article 2-5 du PSA amendé précise que les monnaies virtuelles sont acceptées comme moyen de paiement sans qu'elles soient des monnaies légales (« a form of payment method, not a legally-recognized currency. »).

### Luxembourg
La commission de surveillance du secteur financier a publié en février 2014 une communication reconnaissant le statut de monnaie au bitcoin et à d'autres crypto-monnaies.
Une première licence de paiement bancaire a été octroyée à SnapSwap par le ministère des finances en octobre 2015. Le gouvernement a indiqué soutenir activement le développement de cette technologie.

### Malaisie
La banque centrale de Malaisie a publié le 3 janvier 2014 une déclaration selon laquelle le bitcoin n'est pas reconnu comme ayant un cours légal en Malaisie et qu'elle ne réglementera pas les opérations en bitcoins, les utilisateurs devant connaître les risques associés à l'utilisation de ceux-ci.

### Maroc
Le 20 novembre 2017, l'office des changes du Maroc déclare que les transactions effectuées via les monnaies virtuelles constituent une infraction à la réglementation des changes, passible de sanctions et d'amendes.

### Nouvelle-Zélande
La banque centrale de Nouvelle-Zélande déclare : « Les entités qui ne sont pas des banques n'ont pas besoin de l'approbation de la banque centrale dans des schémas qui impliquent le stockage et/ou le transfert de valeur (comme le « bitcoin »), à partir du moment où il n'y a pas émission de monnaie circulante (billets et pièces de monnaie) ».

### Pays-Bas
Les crypto-monnaies telles que le bitcoin sont légales et des dispositions ont été prises pour éviter le blanchiment d'argent par leur intermédiaire.

### Philippines
Les crypto-monnaies ont été légalisées et les échanges sont réglementés par la banque centrale des Philippines. Deux premières licences ont été accordées pour des plates-formes d'échange locales en août 2017.

### Royaume-Uni
Le bitcoin est considéré comme de l'« argent privé ». Lorsque des crypto-monnaies sont échangées contre des livres sterling ou d'autres monnaies fiduciaires, comme l'euro ou le dollar, aucune TVA n'est due. Toutefois, la TVA s'applique pour tous les biens et services qui pourraient être échangés contre des bitcoins. Les profits et les pertes réalisés sur les crypto-monnaies sont assujettis à l'impôt sur les gains en capital.
En 2023, le Royaume-Uni s'est entendu avec d'autres pays pour combattre l'utilisation des crypto-actifs comme moyen d'évasion fiscale par les criminels.
En 2024, le gouvernement britannique souhaite proposer un cadre réglementaire pour les crypto-actifs qui s'inspirerait du cadre réglementaire applicable aux services financiers.

### Russie
Le 6 février 2014, la Russie déclare la monnaie illégale sur son territoire, arguant que la seule monnaie officielle en Russie est le rouble et qu'aucune autre monnaie ne peut légalement être utilisée dans le pays. Cependant, à partir de novembre 2016 elle a déclaré, que celui-ci n'était « pas illégal » selon le service fiscal fédéral de la Russie.
En janvier 2022, la Banque centrale de Russie veut mettre fin aux transactions et à la production du bitcoin et des cryptomonnaies sur le sol russe, officiellement pour des raisons de sécurité du système financier.
En février 2022, le gouvernement russe et la banque centrale de Russie acceptent de réglementer le Bitcoin et les autres cryptomonnaies comme devises étrangères. Un projet de loi doit être présenté le 18 février.

### Salvador
Le 5 juin 2021, le président de la république du Salvador, Nayib Bukele, annonce qu'il va proposer un projet de loi à l'assemblée pour adopter le Bitcoin comme monnaie ayant cours légal,,.
Le 9 juin, l'assemblée approuve le projet de loi à 62 voix sur 84. La mesure prend effet le 7 septembre suivant mais se heurte à un mouvement d'opposition dans la population. Le FMI considère que « l'adoption du bitcoin comme devise légale soulève un certain nombre de problèmes macroéconomiques, financiers et juridiques, qui requièrent une analyse très détaillée. (…) Les actifs crypto peuvent poser des risques importants. Des mesures de régulation efficaces sont cruciales pour les traiter » et la Banque mondiale fait également part de problèmes de transparence.
Le président Bukele annonce en novembre 2021 la création à venir d'une Bitcoin City, qui constituerait une zone économique spéciale avec des avantages fiscaux pour les investisseurs. Il explique que « zones résidentielles, zones commerciales, services, musées, divertissements, bars, restaurants, aéroport, port, chemin de fer – tout [sera] consacré au Bitcoin », et que toutes les taxes autres que la TVA seront supprimées dans la ville. Le gouvernement prévoit d'émettre une obligation d'un milliard de dollars en 2022 pour financer le projet. La moitié des fonds sera convertie en Bitcoins et l'autre moitié sera utilisée pour les infrastructures et le minage de Bitcoins. La ville, dont la forme circulaire évoquera une pièce de monnaie, s'élèvera dans l'est du pays et recevra son approvisionnement énergétique du volcan de Conchagua. Une partie de l'énergie sera utilisée pour miner du Bitcoin et ainsi contribuer à la sécurité du réseau.
Le Salvador a injecté 107 millions de dollars d'argent public dans le bitcoin entre septembre 2021 à octobre 2022. En 2023, 71 % des salvadoriens considèrent que le bitcoin n'a en rien contribué à améliorer la situation économique familiale.
1 % des fonds en provenance de l'étranger utilisent le Bitcoin.
En 2024, 91,9 % des Salvadoriens excluaient l'utilisation du bitcoin dans leurs transactions.
En 2025, le Salvador, en manque d'argent, modifie sa législation, qui n'utilise plus le terme de « monnaie » pour le Bitcoin. L'acceptation du Bitcoin n'est plus obligatoire.

### Singapour
En décembre 2013, l'autorité monétaire de Singapour a affirmé que des échanges de biens et de services contre des bitcoins constituaient des échanges commerciaux à propos desquels il n'appartenait pas à l'autorité d'intervenir.
En janvier 2014, l'administration des recettes intérieures de Singapour a publié une série de lignes directrices fiscales selon lesquelles les transactions en bitcoins peuvent être considérées comme un troc si elles sont utilisées comme méthode de paiement pour des biens et des services réels. Les entreprises qui traitent des échanges en bitcoins seront imposées en fonction de leurs niveaux de ventes.

### Suède
Les autorités suédoises envisagent fin 2021 d'interdire le minage de bitcoin, sa consommation considérable d'énergie compromettant les objectifs du pays en matière de limitation de son empreinte carbone.
En réponse la compagnie d'électricité publique suédoise Vattenfall défend le minage du Bitcoin citant son potentiel pour équilibrer la charge des réseaux électriques et le décrivant comme une solution à certains des défis auxquels sont confrontés les producteurs d'énergie, notamment renouvelables.

### Suisse
En Suisse, le Conseil fédéral a considéré que le bitcoin est une monnaie virtuelle d'un usage marginal, et qu'à ce titre il est soumis en principe à la législation des monnaies régulières. Il recommande toutefois aux autorités et aux organisations de défense des consommateurs responsables d'appeler les utilisateurs de bitcoins à la prudence.
D'après lui, l'exécution des contrats passés en monnaies virtuelles peut en principe être assurée et les infractions commises avec ces monnaies sont punissables.
Par exemple, le négoce à titre professionnel de monnaies virtuelles et l'exploitation de plates-formes de négoce en Suisse entrent en principe dans le champ d'application de la loi sur le blanchiment d'argent, qui impose de vérifier l'identité du cocontractant et d'identifier l'ayant droit économique.
Toutefois, du point de vue suisse, il n'existe pas de normes internationales réglant les monnaies virtuelles,.
Après une période d'essai entre 2016 et 2020 dans la ville de Zoug, il est possible depuis février 2021 de payer ses impôts en bitcoin dans le canton de Zoug,.

### Thaïlande
Le 29 juillet 2013, la Thaïlande devient le premier pays à interdire l'utilisation du bitcoin sur son territoire après une décision de sa Banque centrale,.
En 2016, la banque centrale de Thaïlande a indiqué que le bitcoin n'était pas illégal mais a mis en garde contre son utilisation.

### Tunisie
Le gouverneur de la Banque centrale de Tunisie Chedly Ayari a affirmé son opposition au bitcoin le 5 avril 2016, du fait de son risque supposé pour le financement du terrorisme. Son successeur à la tête de la Banque centrale de Tunisie, Marouane Abassi, a quant à lui annoncé en avril 2019 que la Tunisie « étudiait sérieusement la possibilité d'émettre une obligation souveraine Bitcoin ».

### Vietnam
Les crypto-monnaies comme le bitcoin ne sont pas réglementées. En décembre 2016, le gouvernement a confirmé l'élaboration d'un cadre juridique qui devait être achevé en décembre 2017.

## Risques
Dès l'origine, Bitcoin a fait l'objet de nombreuses discussions aussi bien techniques qu'économiques ou même politiques.
De ces discussions, un nombre d'avantages et d'inconvénients ont été discutés. Certains de ces commentaires ne sont pas nécessairement propres au bitcoin et pourraient être appliqués à d'autres systèmes de paiement ayant des caractéristiques similaires.

### Absence d'actifs sous-jacents
Le bitcoin, comme la plupart des autres cryptomonnaies existantes, n'a pas d'actifs ou de garanties sous-jacents. Celui qui achète un bitcoin rémunère exclusivement le vendeur, ce qui exclut, comme le voulait Satoshi Nakamoto[réf. nécessaire], la rémunération des institutions financières. Par conséquent l'augmentation de la valeur du bitcoin provient exclusivement de la présence continue d'un flux d'acheteurs capables d'en soutenir le prix, de possesseurs de la blockchain et de mineurs permettant de valider les transactions.[réf. souhaitée]

### Volatilité
Le bitcoin est une monnaie volatile, le cours évolue au gré de l'actualité sur les crypto-monnaies.
- Le bitcoin est flottant comme n'importe quelle devise et fluctue différemment face à différentes devises.
- le nombre de jetons est limité face à une demande qui croît menant à une augmentation tendancielle de son cours sur une longue durée.

Une des explications données à la volatilité du Bitcoin est son aspect procyclique.

### Risques de sécurité
Les actifs sont soumis aux défauts de sécurité, sur la technologie du bitcoin ou sur la manière dont les utilisateurs s'en servent.
- La technologie s'expose aux attaques par déni de service, à l'attaque des 51 % et à une « timewarp attack »[Quoi ?][312].
- Portefeuilles mal protégés par mot de passe (clés privées permettant les transactions).
- Des propriétaires de bitcoins se plaignent régulièrement de perdre leur mot de passe, rendant leurs bitcoins définitivement inaccessibles[313], bien que certains services permettent de réduire ces risques[314].

### Dépendance à internet
Le protocole Bitcoin est une surcouche du protocole IP qui est la base du fonctionnement d'internet. En cas de coupure internet (panne électrique/informatique massive ou bien arrêt forcé par un gouvernement des routeurs des fournisseurs internet par exemple) ou si un gouvernement ne promeut/défend pas la neutralité d'internet, le protocole Bitcoin pourrait être ralenti voire complètement bloqué par des fournisseurs internet ou un État. Sauf si l'utilisateur utilise un des satellites de Blockstream.

### Limites techniques
- La taille de la base de données s'est accrue de manière rapide et requiert plusieurs gigaoctets de mémoire dans un disque dur. Certains experts se sont interrogés sur la taille future de cette base de données et discutent de solutions possibles pour économiser de l'espace disque comme d'élaguer les transactions les plus anciennes qui forment l'arbre de Merkle bien que cela ne semble pas nécessaire au vu des progrès effectué dans le domaine du stockage[316].
- Augmentation des besoins en bande passante pour charger tous les blocs de la chaîne de blocs.
- La taille du bloc : des « super-nœuds » bitcoin sont envisagés pour faciliter la propagation de l'information à travers les nœuds du réseau et qui peinent à suivre l'augmentation de la taille de la base de données. Certains spécialistes allèguent que la loi de Moore pourrait aider à suivre la croissance du réseau à l'aide des ordinateurs personnels.

### Risque lié aux intermédiaires
Pour convertir la crypto-monnaie en devises, il est souvent nécessaire de passer par une plate-forme d'échange opérée par des entreprises privées et qui sont potentiellement vulnérables aux défaillances ou aux faillites, comme cela est arrivé à Mt. Gox. Cependant, il est possible d'échanger vos bitcoins contre du cash, de l'or ou un service afin d'éviter cet écueil.
En novembre 2022, l'exemple de FTX nous montre[style à revoir] que les intermédiaires sont très risqués et que la crypto doit rester décentralisée. FTX à en 2022 fait faillite et doit plus de 3 milliards de dollars à ses 50 plus gros créditeurs. Les utilisateurs de FTX ayant eu des fonds sur la plateforme à ce moment-là ont alors tout perdu.

### Risques éthiques
Critiques sur la philosophie de Bitcoin et son concept économique, en comparaison avec les monnaies des États ou l'étalon-or.
Bitcoin récompenserait excessivement les premiers acquéreurs de la monnaie (« early adopters »). Cette allégation est tantôt confirmée par certaines études montrant que la répartition de la richesse dans bitcoin est inégalitaire, tantôt infirmée par d'autres.

### Risques de fraude, risques systémiques, et risques spéculatifs
- Il a été évoqué que Bitcoin pouvait être assimilé à un schéma de Ponzi[320], mais cela n'est pas applicable : le cours de la crypto-monnaie est un équilibre entre des acheteurs qui cherchent à acquérir la monnaie et des vendeurs qui cherchent à la vendre. Dans un schéma de Ponzi, les nouveaux entrants rémunèrent les anciens entrants[321], de plus un schéma de Ponzi est nécessairement maintenu par une entité, ce n'est pas le cas de Bitcoin.
- Lorsque le cours du bitcoin a franchi les 1 200 $, certains articles qualifiaient le phénomène de tulipomanie[322].
- Charles Stross[323] et Paul Krugman[324] ont pris position contre bitcoin.
- Certaines banques centrales (BCE, Banque de France, Banque de Chine) ont lancé des mises en garde sur l'usage du bitcoin[325] insistant sur son caractère hautement spéculatif, sur les risques juridiques qu'il engendre du fait de son statut de monnaie non régulée et sur son utilisation possible à des fins criminelles (blanchiment, financement du terrorisme). L'Autorité bancaire européenne (ABE) a également émis une mise en garde en décembre 2013 contre le manque de protection du consommateur par l'utilisation du moyen de paiement qu'est le bitcoin[326]. Toutefois, d'autres institutions tiennent un discours plus nuancé, voire opposé. Ainsi, les gouvernements allemand et américain considèrent cette monnaie avec une certaine bienveillance et Ben Bernanke, ex-président de la FED, qualifiait le bitcoin de monnaie qui a du « potentiel »[327].
- La technologie de Bitcoin a été utilisée par le crime organisé comme moyen de paiement sur Silkroad.

### Financement du terrorisme
Différents rapports relatent de liens entre Bitcoin et terrorisme. Diverses opinions relatives au lien réel ou supposé entre Bitcoin et terrorisme ont été soulevées.
À plusieurs reprises, Bitcoin a été présenté comme un outil pouvant être utilisé pour le financement du terrorisme :
- en France, par Michel Castel, ancien directeur de la banque de France, dans un article des Échos publié le 20 novembre 2015 (soit une semaine après les attentats de Paris)[328],[329] ;
- en Belgique, par le président de la Cellule de Traitement des Informations financières (CTIF) Philippe De Koster[330] ;
- au Maroc, par Abdellatif Jouahri, Wali de Bank Al-Maghrib[331] ;
- en Allemagne, par la CSU[332] ;
- aux États-Unis, par Elizabeth Rosenber, ancienne conseillère au trésor[333].

Selon un rapport d'Europol datant de janvier 2016, les relations entre Bitcoin et terrorisme n'ont pas été mises en évidence.
En 2020, les autorités françaises ont procédé au démantèlement d'un réseau de financement lié à des groupes terroristes basés en Syrie. L'argent transitait grâce à des coupons de bitcoin vendus librement et de manière anonyme dans les bureaux de tabac.
Selon un rapport du groupe de réflexion américain Middle East Media Research Institute, différents groupes terroristes se sont tournés vers le bitcoin pour financer leurs activités. L'usage de cette technologie leur permet notamment de contourner les régulations mises en place par le secteur bancaire.

## Avantages
Cette section est promotionnelle ou publicitaire (juin 2022). Considérez son contenu avec précaution et/ou discutez-en.

### Souplesse et polyvalence
- partout dans le monde ;
- à n'importe quel moment, indépendamment des jours fériés ;
- quasi instantanément : les transactions sont rapides et ne durent que de quelques secondes à quelques heures ;
- sans limitation : contrairement à une banque qui applique des plafonds quotidiens ou mensuels ;
- indépendamment des politiques d'émission de monnaie d'autorités monétaires menées par des banques centrales comme (la Féd, ou la BCE)

### Sécurité
- Dans le principe, les utilisateurs sont les seuls à pouvoir commander la réalisation d'une transaction.
- La transaction est irréversible, ce qui constitue une protection pour le vendeur, qui ne peut pas subir de répudiation par l'acheteur après avoir expédié le bien ou le service.
- Les commerçants ne peuvent pas facturer de frais supplémentaires sans le faire savoir au préalable à l'acheteur.
- La crypto-monnaie est insaisissable si elle est suffisamment protégée.
- Le Bitcoin fonctionne par pseudo-anonymat, ce qui signifie qu'aucune information d'identification n'est affichée. Pour ce faire, l'utilisation de clés publiques et de clés privées est essentielle.
- Le protocole sur lequel repose Bitcoin peut très difficilement être manipulé par un individu, une organisation ou un gouvernement sachant que toute action sur la chaîne de bloc est enregistrée, répertoriée, et diffusée à l'identique à l'ensemble des nœuds à travers le globe, telle que l'est une base de données mondialement partagée et consultable[337].

### Transparence transactionnelle
- Toutes les transactions finalisées sont disponibles et consultables par tout le monde sur le registre public distribué (sous forme de chaîne de blocs)[338],[339].
- Toute personne peut à tout moment vérifier les transactions[338].
- Les transferts transactionnels peuvent être tracés d'adresse en adresse.

### Valeur refuge
- Le bitcoin pourrait servir de valeur refuge dans les économies subissant une forte inflation entraînant la chute de valeur des devises nationales[340],[341].

### Large diffusion
Le protocole de paiement est parvenu à s'implanter progressivement chez des commerçants, et il continue de croître rapidement[réf. nécessaire].
Quelques commerces européens acceptent le paiement en Bitcoin

## Opinions
Des économistes ont émis diverses opinions sur le bitcoin :

### Positions des lauréats du prix Nobel de la Banque de Suède
Pour le Prix Nobel d'économie américain Joseph Stiglitz, le bitcoin est une bulle qui va être très excitante tant qu'elle montera avant de redescendre. Pour lui, elle ne sert aucune fonction socialement utile. Son succès est dû à sa capacité de contournement. De ce fait, il a le sentiment que le bitcoin devrait être interdit,.
Le prix Nobel d'économie français Jean Tirole met en garde contre le bitcoin, « un actif sans valeur intrinsèque », « sans réalité économique ». Il est dubitatif à l'aune de deux critères : s'agit-il d'une monnaie viable à long terme ? Contribue-t-elle au bien commun ? En ce qui concerne la viabilité, Jean Tirole se montre notamment critique sur les Initial coin offering (ICO) de trois milliards de dollars en 2017. Annoncées comme un instrument de désintermédiation financière, les ICO négligent selon lui les fondamentaux de la finance : l'utilisation d'intermédiaires fiables et bien capitalisés pour suivre les projets, ce qui n'est pas le cas de certains acteurs du Bitcoin qui sont entourés de secret. Pour l'économiste, le rôle social du Bitcoin est « insaisissable ». Les bitcoins sont concentrés dans des mains privées notamment pour la fraude en général et l'évasion fiscale en particulier.
Le Prix Nobel d'économie américain Paul Krugman avait jugé dès 2013, dans le New York Times, que le « Bitcoin est le Mal ».

### Positions des banques centrales
Pour le gouverneur de la Banque de France, François Villeroy de Galhau, le bitcoin présente un caractère spéculatif et ne présente pas les caractéristiques d'une monnaie. Ainsi, le bitcoin n'est lié à aucune réalité économique.
Pour Randall Quarles de la Banque centrale américaine (FED), le bitcoin n'est pas garanti par des actifs sûrs, il n'a pas de valeur intrinsèque et n'est pas émis par une institution bancaire régulée,.

### Positions de journalistes
Jean-Marc Sylvestre, journaliste français de la presse économique, prévoit un krach en soulignant son succès chez ceux qui fabriquent de l'argent sale dans le commerce de la drogue, le commerce illicite des armes et dans la prostitution internationale ainsi qu'auprès des populations des pays émergents, qui ne sont pas bancarisées mais sont équipées d'un smartphone. On peut y ajouter le rôle-clé du bitcoin dans les attaques au rançongiciel, les rançonneurs réclamant souvent une paiement dans cette monnaie, difficile à tracer.

### Positions d'économistes
positions sceptiques
L'économiste Thomas S. Umlauft, de l'université de Vienne :
1. Refuse à Bitcoin les caractéristiques essentielles d'une monnaie : Bitcoin comme les autres crypto-monnaies ne répondent pas aux exigences des deux écoles dirigeantes en matière de création et de nature de l'argent - d'après l'école orthodoxe, une valeur intrinsèque, ou d'après l'école hétérodoxe, un support par un État ;
2. Affirme que la limite haute de 21 millions de Bitcoin est là aussi intrinsèquement un facteur empêchant le Bitcoin de devenir une monnaie, car aucune autre monnaie n'a ainsi de limite haute ;
3. Déclare que la valeur actuelle du Bitcoin est uniquement due à un biais cognitif des investisseurs, qui considèrent que le Bitcoin a une valeur, du fait de l'investissement demandé par le minage, alors que manquant intrinsèquement d'utilité, la valeur finale de ces crypto-monnaies ne pourra que tendre vers zéro

Des économistes indiquent qu'en appauvrissant la société, le Bitcoin a un effet social négatif. Pour cette raison, ces économistes appellent ceux qui ne sont pas engagés dans le Bitcoin à comprendre qu'ils doivent s'opposer au Bitcoin soit par une demande de règlementation qui inhibe l'appréciation du Bitcoin soit par une demande de la disparition du Bitcoin.
positions justificatives
À l'inverse, Saifedean Ammous, professeur d'économie à la Lebanese American University, explique dans son livre, l'étalon bitcoin, que les caractéristiques de bitcoin en font la meilleure monnaie jamais utilisée par l'homme et que celle-ci devrait naturellement s'imposer au fil des années comme la nouvelle réserve de valeur mondiale et détrôner à terme toutes les monnaies fiduciaires.
Saifedean Ammous se réclame de l’école autrichienne et établit une analogie entre l'or et le Bitcoin.
Ce point de vue a été revu dans le magazine  Reason qui apprécie l'explication donnée par Ammous, mais critique certaines rengaines qui attribuent la source de tous les malheurs à l'argent légal; cette critique se retrouve également dans une revue dans Cato Journal (en).
Une revue de 2021 par la Central Bank of Barbados (en) critique le résumé d' Ammous sur l' ère du gold standard, et la manque de preuve empirique de ses revendications.

## Consommation énergétique et contribution au réchauffement climatique

### Raisons de la consommation électrique
La très forte consommation d'énergie de Bitcoin est liée au système de minage de nouveaux blocs, par preuve de travail censée protéger le système de la fraude en l'absence d'autorité centrale. La sécurité repose en effet sur un problème mathématique dont la solution est difficile à trouver et dont la résolution est par essence coûteuse. Pour avoir une chance d'ajouter le prochain bloc à la chaîne, les mineurs doivent en effet investir lourdement dans des fermes de serveurs dotés de puces dédiées (circuits intégrés de type ASIC) pour disposer de grandes puissances de calcul.
Pour pouvoir enregistrer un nouveau bloc sur la chaîne de blocs, les mineurs doivent résoudre un problème mathématique soumis à tous ceux qui sont en compétition, et c'est le premier qui trouve une solution qui procède à l'enregistrement et gagne une rétribution en bitcoins. Comme la solution ne peut être trouvée que par essai-erreur, c'est le mineur qui est capable de faire le maximum d'essais qui a le plus de chances de gagner. La difficulté du problème est ajustée pour que le temps de calcul nécessaire à sa résolution soit de l'ordre de 10 minutes,.
L'ampleur de la consommation électrique est liée à l'intensité des calculs et au fait que ces calculs sont faits simultanément par un grand nombre de mineurs. Elle est liée au cours du bitcoin, car plus il est élevé, plus la rétribution augmente et plus il y a de mineurs,. Cela fait penser à la prédiction d'Henry Ford au début du XXe siècle : « Une monnaie d'énergie remplacera l'or et mettra fin aux guerres ».

### Estimation
Le minage de Bitcoin s'est industrialisé. Il est en augmentation rapide. Il est parfois géographiquement très mobile. Ces faits rendent l'évaluation de sa consommation énergétique difficile.
La consommation électrique importante et croissante du système Bitcoin est souvent citée ou dénoncée ; par exemple, équivalente à plus que la consommation d'énergie de 159 petits pays selon CBS News (2017) ; autant que l'Irlande selon « Digiconomist » (site créé par un analyste financier hollandais dont l'estimation repose sur l'hypothèse d'un équilibre économique entre les revenus et les coûts du minage ; selon lui, la consommation électrique mondiale du minage était, au 1er juillet 2018, de 71,1 TWh/an (1 térawatt-heure (TWh) = 1 milliard de kilowatts-heures (kWh)), soit l'équivalent d'un an de production de six réacteurs nucléaires de 1 300 MW fonctionnant à plein régime, ou la consommation électrique annuelle du Chili, ou 0,32 % de la consommation électrique mondiale. Cette consommation croît exponentiellement : elle était estimée à 13,7 TWh/an un an auparavant (1er juillet 2017), ce qui correspond à plus d'un quintuplement en un an.
Ces estimations sont jugées exagérées par Cyril Fiévet (2018), ou par le blog de Marc Bevand (informaticien se présentant comme ingénieur en software et sécurité informatique, business angel, entrepreneur dans le domaine des cryptomonnaies et chercheur indépendant) qui juge qu'elles surestiment la réalité d'un facteur de 1,5 à 2,8 (probablement 2,2),, ce qui ramènerait, selon lui, la consommation électrique totale à 32,3 TWh/an, soit 424 kWh par transaction unique de bitcoin (équivalent de la consommation d'un radiateur de 1 000 W fonctionnant pendant près de 18 jours par transaction).
Aucune estimation précise n'est actuellement possible, du fait des hypothèses qu'elles nécessitent. Mais la consommation électrique « minimale » du réseau Bitcoin peut être évaluée à partir de données vérifiables :
- le nombre de hashes par seconde : 37,1 × 1018 H/s au 1er juillet 2018[372] ;
- la puissance et la capacité de hachage de la machine la plus performante du marché (l'Antminer S9 de Bitmain) : 1 323 W pour 13,5 × 1012 H/s[371].

Selon ces données, au 1er juillet 2018 le réseau Bitcoin comptait - au minimum - 2,8 millions de machines de minage et consommait au moins 32,2 TWh/an[réf. souhaitée]. Mais ceci est la partie basse de la fourchette. Et depuis, le nombre de machines et 'entités' sécurisant le réseau Bitcoin a beaucoup augmenté, ce qui augmente la valeur des bitcoins, mais aggrave sa consommation d'énergie.
Selon les estimations, au début des années 2020 le bitcoin consomme jusqu'à 130 TWh, ou 0,6 % de la consommation mondiale d'électricité,. Selon une autre source, l'université de Cambridge, le réseau bitcoin se classe entre la Belgique (81,2 TWh/an) et les Philippines (90,9 TWh/an) pour sa consommation électrique.
En 2020, les trois quarts du minage mondial se faisaient en Chine (avant son interdiction et l'encadrement des cryptomonnaies), ; 27 % du minage chinois se faisaient dans le Sichuan, province avec une forte production hydroélectrique réputée « bas carbone », mais 43 % se faisaient le Xinjiang, où 80 % de l'électricité est issue de centrales à charbon. Or, l'énergie hydroélectrique chinoise n'est disponible à bas coût qu'en saison humide. Le reste de l'année le mineurs se tournaient principalement vers le charbon[source insuffisante].
En avril 2021, un article de la revue scientifique Nature Communications concluait qu'en 2020 le minage avait été réalisé à 78,9 % en Chine ; avec des émissions de CO2 estimées pour la période du 1er janvier 2016 au 30 juin 2018 à 13 millions de tonnes, soit l'équivalent des émissions annuelles du Danemark ; à ce rythme, le minage en Chine aurait atteint 297 TWh en 2024, soit 5,4 % de la production chinoise d'électricité, et 130 millions de tonnes de CO2, équivalant à celles de la Tchéquie et du Qatar réunies. Depuis juin 2021, la Chine lutte contre la production de bitcoins. Les autorités sichuanaises ont fait fermer 26 fermes de minage dans la deuxième plus grande province minière de bitcoins, selon les données compilées par l'Université de Cambridge. Avant le Sichuan, qui tire son électricité des barrages hydroélectriques, d'autres provinces, comme le Xinjiang, la Mongolie intérieure, le Qinghai ou le Yunnan avaient déjà interdit l'extraction de bitcoins. Selon le quotidien du Parti communiste « Global Times », 90 % des installations chinoises étaient fermées mi-2021.
En mai 2021, Tesla décide de refuser les paiements en bitcoin ; Elon Musk déclare : « Nous sommes inquiets du recours de plus en plus important aux combustibles riches en carbone pour miner des bitcoins, surtout le charbon, qui a les pires émissions de gaz à effet de serre de tous les combustibles. […] nous les utiliserons pour des transactions dès que les mines seront alimentées par des énergies plus durables »,. Elon Musk a ensuite rencontré plusieurs sociétés de minage de Bitcoin nord-américaines prêtes à dévoiler leur part d'énergie renouvelable et leurs projections en la matière. Ethereum, cryptomonnaie concurrente de Bitcoin, est, de son côté, passé de la preuve de travail à la preuve d'enjeu, un processus bien moins gourmand en électricité,.
En 2021, une étude (université de Cambridge) estime un taux d'énergie renouvelable de 39 % pour le secteur des cryptomonnaies.
En contrepoint, d'autres études ou travaux, arguent que l'impact énergétique et environnemental issu du minage de bitcoins est nettement moindre que celui du système bancaire, ou celui découlant des production et traitement de l'or,. D'autres mettent en avant que le minage pourrait valoriser l'énergie du torchage du méthane,.
Cette consommation ne peut être maitrisée, car le système Bitcoin est basé sur l'accroissement des coûts et difficultés de minage. Certains mineurs cherchent donc à utiliser plus d'énergies « vertes » et à refroidir passivement leurs fermes de serveurs par exemple en les transportant en Sibérie (dont une dans le cercle arctique en 2021).
Selon le New York Times (septembre 2021), quand en 2009 quelques secondes d'électricité domestique suffisaient pour miner une transaction Bitcoin, il en faut l'équivalent 9 à 10 ans en 2021 (soit environ 12 500 $ d'électricité domestique).
Selon une estimation de 2021/début de 2022, le minage du Bitcoin consommait alors plus de 200 térawattheures d'électricité (CNET, citant le rapport « Revisiter l'empreinte carbone du bitcoin », de février 2023) ; malgré l'effondrement du marché de crypto-monnaies en 2022, le minage a continué à consommer presque autant que l'Argentine, avec une empreinte carbone équivalente à celle de la Grèce. Cette consommation aurait atteint 247 térawattheures (TWh) selon le Coin Telegraph. Par exemple, en 2022, le gaz peu cher du Texas est principalement utilisé pour produire l'électricité alimentant la plus grande usine à bitcoins des États-Unis, qui consomme l'équivalent de la production d'un demi-réacteur nucléaire).
Selon un bilan statistique fait début 2024 par Jordan Tuwiner, la production de bitcoins émet de 22 à 23 millions de tonnes de CO2 par an ; et le coût d'une seule transaction Bitcoin a atteint 1 200 kWh (près de 100 000 transactions VISA). Et Bitcoin consommerait déjà 160 térawattheures/an d'électricité, soit 0,5 % de l'électricité consommée dans le monde, ou 2 % de celle utilisée par les États-Unis chaque année, soit sept fois plus que Google-Monde ; que l'État de Washington, et plus que toute l'Argentine. Le processus de création, d'échange et de dépense de bitcoins consomme environ 91 térawattheures d'électricité par an (plus que ce que consomme la Finlande).
Selon une enquête du New York Times citée par Les Échos du 14 avril 2023, 34 entreprises de minage de bitcoin ont quitté la Chine, à la suite du tournant anti cryptomonnaie, pour les États-Unis. Elles mobilisent 3 900 Mégawatts de puissance électrique, presque autant que 3 millions de foyers les entourant.

### Comment la consommation électrique va-t-elle évoluer?
Selon Fabrice Flipo et Michel Berne, de l'Institut Mines-Télécom, la généralisation des crypto-monnaies pourrait conduire à une consommation d'énergie supérieure à huit fois la consommation électrique de la France, soit deux fois celle des États-Unis, car leur sécurité et la confiance qu'elles inspirent repose sur un problème mathématique dont la réponse est difficile à trouver et dont la résolution est par essence coûteuse.
L'optimisation des matériels et le progrès technique permettraient de ne consommer que 417 MW d'ici 2020, ce qui nécessiterait malgré tout près de 5 500 kWh pour produire un bitcoin, soit la moitié de la consommation annuelle en électricité d'un ménage américain.
Ainsi, pour le chercheur Nicolas Houy, du Groupe d'analyse et de théorie économique de Lyon/Saint-Étienne, « une grande quantité de monnaie pourrait très bien être gérée par une petite quantité de mineurs ».

## Schéma de Ponzi
Un système de Ponzi est un montage financier qui rémunère les anciens clients par les fonds apportés par les nouveaux entrants. Il est frauduleux ; tôt ou tard les nouveaux clients n'y suffisent plus et le système s'écroule. La question est donc de savoir si c'est le cas de Bitcoin, ce sur quoi les analystes s'opposent.

### Similarités au schéma de Ponzi
Plusieurs journalistes, économistes, et la banque centrale d'Estonie se sont dits préoccupés par le fait que Bitcoin puisse être un stratagème de type schéma de Ponzi.
Le 12 septembre 2017, Jamie Dimon, PDG de JP Morgan Chase, a qualifié Bitcoin d'« escroquerie » et a déclaré qu'il licencierait toute personne de son entreprise qui échangerait de cette monnaie. Le 13 septembre 2017, Dimon persiste et compare Bitcoin à une bulle spéculative en disant qu'il n'a d'utilité que pour les trafiquants de drogue et des pays comme la Corée du Nord. Le 22 septembre 2017, le fonds spéculatif Blockswater a accusé JP Morgan de manipulation de marché et a déposé une plainte pour violation de l'article 12 du règlement européen relatif aux abus de marché auprès de l'Autorité suédoise de surveillance financière. Le 23 octobre 2020, après l'annonce de PayPal sur le Bitcoin, JP Morgan Chase a changé d'avis : « Les cryptomonnaies ont une valeur non seulement parce qu'elles servent de réserve de valeur, mais aussi en raison de leur utilité comme moyen de paiement. Plus les agents économiques accepteront les cryptomonnaies comme moyen de paiement et plus leur utilité et leur valeur seront élevées ».
Pour David Gledhill, de la banque DBS, le Bitcoin tient quelque peu du schéma de Ponzi.
Selon Nassim Nicholas Taleb (auteur de The Black Swan, l'un des rares économistes à avoir annoncé la crise financière de 2008, et l'un de ceux qui, après avoir soutenu le Bitcoin quand il était émergent, s'en sont complètement distanciés), interrogé par L'Express : « Le défaut fondamental et la contradiction à la base de la plupart des cryptomonnaies sont que les initiateurs, les mineurs et les mainteneurs du système gagnent actuellement leur argent à partir de l'inflation de leurs monnaies plutôt que du simple volume des transactions sous-jacentes. […] le bitcoin est un « détecteur d'imbéciles ». […] j'ai pensé à tort que le bitcoin serait un rempart contre les distorsions de cette politique monétaire […] l'univers des crypto-monnaies attire les manipulateurs et les escrocs […] ». Taleb a par ailleurs aussi précisé : « Bitcoin, j'appelle ça une tumeur. L'immobilier est une autre tumeur. Les gens ont cette idée que les marchés devraient se comporter comme ils pensent qu'ils devraient se comporter. Lorsque vous regardez les marchés, ils passent de la surévaluation à la sous-évaluation ».
En 2023, le gouverneur de la Banque centrale d'Irlande considère que certains produits se rapprochent plus d'un système de Ponzi que d'un investissement :

« L'achat de tels produits peut s'apparenter à l'achat d'un billet de loterie : vous pouvez gagner, mais vous ne gagnerez probablement pas. Et les qualifier d'« investissement » est, il va sans dire, un abus de langage ; « système de Ponzi » serait plus juste. La Banque centrale reste préoccupée par le risque de préjudice pour les consommateurs et, en particulier, décourage la commercialisation des cryptomonnaies auprès du public. »

— Le gouverneur de la Banque centrale d'Irlande, 2023
En 2023, dans un document, la Banque de France ne fait pas référence à un schéma de Ponzi, mais plutôt aux bulles spéculatives telles que la bulle des bulbes de tulipe au XVIIe siècle :

« L'absence de sous-jacent, ainsi que les possibles manipulations de marché anticipent aux phénomènes de brusques hausses ou baisses des cours. Cette situation évoque d'ailleurs des précédents de bulles spéculatives tels que celle des bulbes de tulipe au XVIIe siècle. »

— Banque de France, juillet 2023

#### Le Bitcoin ne suit pas un schéma de Ponzi
En 2013, Eric Posner, professeur de droit à l'université de Chicago, estime qu'« un véritable stratagème de Ponzi est une fraude organisée ; alors que Bitcoin semble plutôt être une illusion collective » ; cependant, pour la banque mondiale et pour Kaushik Basu, un schéma de Ponzi peut être volontaire ou involontaire ; le Bitcoin serait plutôt une bulle spéculative qu'un schéma de Ponzi.
Un rapport (2014) du Conseil fédéral suisse sur les monnaies virtuelles de la Banque nationale suisse, estime que Bitcoin ne correspond pas au jeu de l'avion ou à une vente pyramidale (c'est-à-dire à un schéma de Ponzi) car, selon Jean-Daniel et Alexander Schmid (2012) cité par ce rapport : « Dans le cas du bitcoin, les promesses de gain liées au jeu de l'avion n'ont pas cours, de sorte que on ne peut parler d'une telle pratique en l'occurrence. De surcroît, les seuls avantages pécuniaires à attendre de l'usage de bitcoins sont la diminution ou l'absence de frais ».
Selon la BCE, la définition d'un système de Ponzi sur la base des connaissances actuelles ne permet pas d'évaluer facilement si le système Bitcoin fonctionne réellement comme un système de Ponzi ou de vente pyramidale, mais il est possible d'affirmer légitimement que Bitcoin est un système à haut risque pour ses utilisateurs d'un point de vue financier, et qu'il pourrait s'effondrer si les gens essayaient de sortir du système sans être en mesure de le faire à cause d'un manque de liquidité.

#### Utilisation dans des escroqueries de type Ponzi
Des milliers d'actes de cybercriminalité de type schémas de Ponzi basés sur le Bitcoin ont été détectés, plus ou moins efficaces et longs (ex. : Bitcoin Savings & Trust ; systèmes de doublement du jour au lendemain qui ne décollent pas…). Certains auteurs évoquent des systèmes de Ponzi « post-modernes ». Des cybercriminels peuvent s'appuyer sur le pseudonymat de seconde génération mis en place dans le Bitcoin pour mettre en œuvre des escroqueries difficiles à parer, à détecter puis à sanctionner. Ainsi selon Massimo Bartoletti (mathématicien, spécialiste des cryptomonnaies, directeur du Cyber Security National Laboratory et fondateur du Blockchain@Unica Laboratory de l'université de Cagliari) et ses collègues (2018) : « les stratagèmes de Ponzi prolifèrent désormais sur le Bitcoin, et ils continuent de séduire de nouvelles victimes, qui sont dépouillées de millions de dollars » ; ils ont testé des algorithmes d'apprentissage automatique destinés à détecter les fraudes de type Ponzi dans la blockchain Bitcoin, et selon eux, leur meilleur classificateur peut identifier la plupart des schémas de Ponzi dans l'ensemble de données, avec un faible nombre de faux positifs.
Deux chercheurs américains (Vasek et Moore) ont en 2019 étudié 11 424 discussions qui ont porté sur 1 780 escroqueries distinctes (sur bitcointalk.org), dont 50 % ont perduré plus d'une semaine. Statistiquement, les escroqueries au bitcoin perdurent plus longtemps quand l'escroc interagit beaucoup avec ses victimes ; et elles sont plus courtes quand l'escroc enregistre son compte le jour où il publie son arnaque.

## Influenceurs
En France depuis 2024, le démarchage pour les influenceurs en cryptos-actifs est apparenté au démarchage bancaire. En échange de Bitcoin, certains influenceurs demandent du RT (sic) et du Like (sic).
Un mouvement pour réguler leur activité, notamment à travers des lois comme la « loi influenceurs » en France, impose plus de transparence et de responsabilité dans leurs interactions avec les produits financiers, y compris les cryptomonnaies.

## Dans la culture populaire
- Mr. Robot[418].
- Silk Road (film).
- The Big Bang Theory[419].
- The Good Wife.